# جاين أوستن

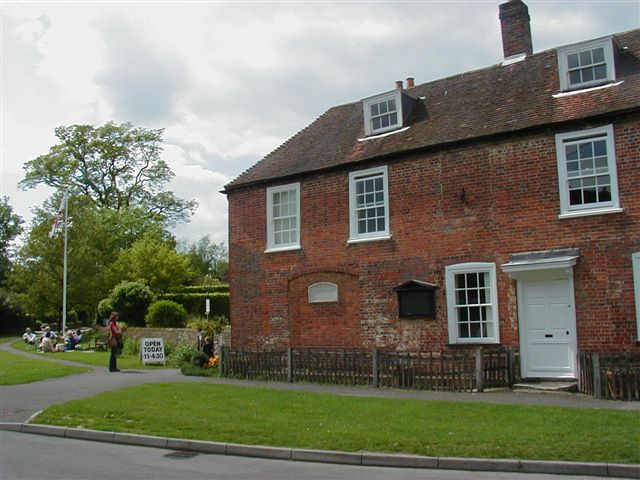
بيت جين أوستن (تحول اليوم لمتحف)

جاين أوستن (16 ديسمبر 1775 - 18 يوليو 1817) (بالإنجليزية: Jane Austen)‏ هي روائية إنجليزية، اشتهرت أساسًا بست روايات رئيسية، توضح وتنقد وتعلق على حياة طبقة ملاك الأراضي البريطانيين landed gentry [الإنجليزية] بنهاية القرن الثامن عشر. روايتها الأكثر نجاحًا خلال حياتها هي «كبرياء وهوى» كبرياء وتحامل (رواية)، كانت ثاني رواية تنشر لها. تكشف حبكتها الدرامية عادة اعتماد النساء على الزواج سعيًا وراء مركز اجتماعي ودخل ثابت.
مازالت رواياتها الرئيسية تنشر حتى الآن، على الرغم من أن بداية نشرهم كانت دون اسمها ولم تجلب لها سوى القليل من الشهرة أثناء حياتها. ثم حدثت مرحلة انتقالية مهمة لشهرتها ككاتبة، وذلك بعد وفاتها باثنين وخمسين عامًا أي في عام 1869 عندما نشر ابن أختها سيرتها الذاتية A Memoir of Jane Austin فقدمها إلى جمهور أعرض. كانت أشهر الروايات نجاحًا في حياة جين أوستن هي «كبرياء وهوى» التي نزلت في طبعتين وقتها. ثالث رواية نشرتها كانت «متنزه مانسفيلد»، والتي تجاهلها العديد من المعلقين على الرغم من نجاحها أثناء فترة حياتها.
نشرت جميع روايات جين أوستين الرئيسية ما بين عامي 1811 و1818. من 1811 إلى 1818 حققت نجاحًا بكونها مؤلفة رسمية معروفة عندما نشرت رواية «العقل والعاطفة» العقل والعاطفة عام 1811، و«كبرياء وهوى» كبرياء وتحامل (رواية) عام 1813, و«متنزه مانسفيلد» مانسفيلد بارك عام 1814، و«إيما» إيما عام 1815. كتبت أوستن روايتين إضافيتين بعنوان «دير نورثانجر» دير نورثانجر و«إفناع» اقناع (رواية). تم نشر كلاهما بعد وفاتها في عام 1818. وكانت قد بدأت رواية أخرى قبل وفاتها سميت فيما بعد «بلدة سانديتون» Sanditon [الإنجليزية].
خلال القرن العشرين والحادي والعشرين ألهمت كتابات أوستن عددًأ كبيرًا من المقالات النقدية والمختارات الأدبية، مما جعلها مؤلفة بريطانية ذات شهرة عالمية. ألهمت رواياتها صناعة عدة أفلام بداية من الأربعينيات مع فيلم «كبرياء وهوى» كبرياء وتحامل (فيلم 1940) بطولة لورنس أوليفيه، وحتى إنتاجات أكثر حداثة مثل فيلم «العقل والعاطفة» العقل والعاطفة (فيلم) بطولة إيما تومسون عام 1995 وفيلم "الحب والصداقة" Love and Friendship [الإنجليزية] بطولة كيت بيكينسيل" عام 2016.

## حياتها وعملها
المعلومات المتوفرة عن جين أوستن معروفة بقلتها نظرًا لوجود كاتب سيرة واحد لها. بقى فقط بعض الخطابات الشخصية والعائلية (حسب التقدير موجود فقط 160 خطابًا من أصل 3000)، فأختها كاساندرا المرسل إليها معظم الخطابات، حرقت أغلبها وحذفت مقاطع من الجزء الذي لم تدمره. خطابات أخرى دمرها ورثة الأدميرال سير فرانسيس أوستن [الإنجليزية] شقيق جين. معظم كتابات السيرة الذاتية الصادرة بعد وفاة أوستن بخمسين عامًا كتبها أقاربها، وقد عكست بوضوح محاباة العائلة للعمة الطيبة الهادئة جين. اكتشف الباحثون معلومات قليلة منذ ذلك الحين. كتبت أوستن خلال فترة «الرومانسية البريطانية» رومانسية وصولًا إلى «المثالية البريطانية» British Idealism [الإنجليزية]. أحبت عددًا من الشعراء الرومانسيين البريطانيين من بينهم ويليام ووردزوورث (1770-1850)، وسامويل كولريدج (1772-1834)، ولورد بايرون (1788-1824)، وتم دراسة تأثيرهم الكبير على رواياتها.

### أسرتها
والدا جين هما جورج (1731-1805) كاهن أنجليكاني (أي تابع للكنيسة الإنجليزية الرسمية)، وزوجته كاساندرا (1739-1827)، وقد انتميا إلى طبقة اجتماعية راقية gentry [الإنجليزية]. ينحدر جورج من عائلة تعمل بصناعة الصوف، وهي من أدنى الرتب في طبقة ملاك الأراضي. أما والدتها كاساندرا فكانت من عائلة لاي الأرستقراطية Leigh. تزوجا في 26 أبريل 1764 في كنيسة والكوت بمدينة باث. من 1765 إلى 1801 (أي خلال معظم حياة جين) كان جورج كاهن للكنائس الأنجليكانية (مذهب الكنيسة الإنجليزية) في قرية ستيفنتون في مقاطعة هامبشاير وفي قرية أخرى مجاورة. من 1773 إلى 1796 زاد دخله عن طريق الزراعة وتعليم ثلاثة أو أربعة أولاد في المرة الواحدة (وقد أقاموا في منزله).

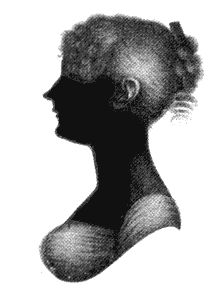
صورة ظل لـ كاساندرا أوستن، شقيقة جين وأقرب أصدقائها

كانت عائلة أوستن كبيرة، ضمت ستة أشقاء وشقيقة واحدة. الأشقاء هم: جيمس (1765-1819)، وجورج (1766-1838)، وإدوارد [الإنجليزية] (1768-1852)، وهنري توماس [الإنجليزية] (1771-1850)، وفرانسيس ويليام "فرانك" [الإنجليزية] (1774-1865)، وتشارلز جون (1779-1852). أما الشقيقة هي كاساندرا إليزابيث (سولدت في تيفينتون بهامبشاير في 9 يناير 1773 وتوفيت في 1845) وهي لم تتزوج مثل جين. كاساندرا كانت أقرب أصدقاء جين، وكاتمة أسرارها طوال حياتها.
من بين أشقائها كانت جين أقرب إلى هنري، الذي صار مصرفيًا ثم رجل دين أنجيليكي بعدما أفلس مصرفه. كان وكيل أعمال أخته، وشملت دائرة معارفه وأصدقائه الواسعة في لندن مصرفيين، وتجارًا وناشرين ورسامين وممثلين، لذلك زود أخته بنظرة شاملة عن الطبقات الاجتماعية التي ماكانت لتعرفها بسهولة في الكنيسة الصغيرة في هامبشاير الريفية. تزوج نسيبتهم الأولى (وصديقة جين المقربة) إليزا دي فوييد [الإنجليزية].
تم إرسال أخيها جورج ليعيش مع عائلة محلية في سن صغير، لأنه كان مضطرب عقليًا ومعرض ويصاب بنوبات حسب أقوال لو فاي كاتب السيرة الذاتية لأوستن، ربما كان أيضًا أصم وأبكم. وخدم أخويها تشارلز وفرانك في البحرية ووصلا لرتبة أدميرال. وقام نسيبهم الرابع توماس نايت بتبني إدوارد وأورثه ممتلكات نايت وأعطاه اسمه في 1812.

### نشأتها وتعليمها
ولدت أوستن في 16 ديسمبر 1775 في أبرشية ستيفنتون وتم تعميدها في 5 أبريل 1776. بعد عدة شهور في المنزل وضعتها أمها في رعاية إليزابيث ليتل وود، وهي امرأة تعيش بالقرب منهم. قامت برعايتهاوإرضاعها من 12 إلى 18 شهرًا. في 1783 حسب تقليد العائلة تم إرسال جين وكاساندرا إلى مدينة أوكسفورد ليتعلموا على يد آن كاولي، وانتقلتا معها إلى مدينة ساوثهامبتون لاحقًا في العام نفسه. أصيبت الفتاتان بمرض التيفوس وكادت أن تموت جين. عندها تعلمت أوستن في المنزل حتى ذهبت هي وكاساندرا إلى مدرسة داخلية في مطلع عام 1785. ضمت المواد الدراسية الفرنسية والهجاء والخياطة والرقص والموسيقى، وربما شملت مسرح أيضًا. بحلول ديسمبر 1786 عادت جين وكاساندرا إلى المنزل لأن الأسرة لم تتحمل تكلفة إرسال كلتا الفتاتين إلى المدرسة.

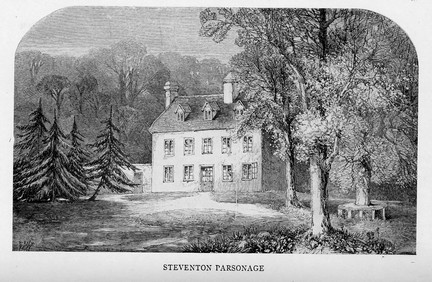
بيت الكاهن في ستيفنتون كما تم وصفه في كتاب A Memoir of Jane Austen، موجود في وادٍ يحيط به المروج

اكتسبت أوستن باقي تعليمها من قراءة الكتب، يرشدها والدها وأخواها جيمس وهنري. كان مسموح لها بدخول مكتبة والدها ومكتبة صديق العائلة وارين هاستينجز التي ضمت مجموعة واسعة ومتنوعة من الكتب. سمح والدها بمحاولات جين الخطيرة أحيانًأ للكتابة، وزود الفتاتين بأوراق غالية الثمن وأدوات للكتابة والرسم. حسب كلام كاتب السير الذاتية بارك هونان كانت الحياة في منزل عائلة أوستن محاطة بجو منفتح وممتع وسهل وثقافي، حيث يتم مناقشة الأفكار السياسية والاجتماعية التي تعارضها العائلة. بعد العودة من المدرسة في عام 1786 لم تحيا أوستن بعد ذلك في أي مكان بعيدًا عن عائلتها.
كانت العروض المسرحية الخاصة أيضًا جزءًا من ثقاقة المؤلفة أيضًا، منذ كانت أوستن في السابعة وحتى بلغت الثالثة عشر نظم عائلتها والأصدقاء المقربون سلسلة من المسرحيات احتوت على مسرحية «المتنافسون» The Rivals [الإنجليزية] لـ ريتشارد شاريدان عام 1775، ومسرحية «الطبقة الراقية» Bon Ton [الإنجليزية] لـ ديفيد جاريك. التفاصيل غير معروفة لكنها كانت تنضم إلى تلك الأنشطة بصفتها متفرجة، ثم لاحقًا صارت مشاركة. معظم المسرحيات كانت كوميدية، مما جعلها مصدرًا لموهبة جين الفكاهية والساحرة في الكتابة.

### الصبا

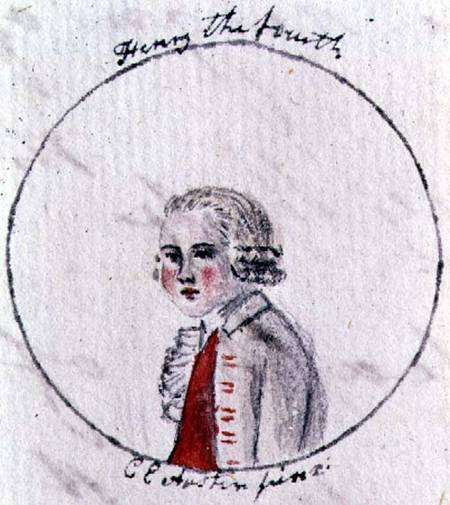
صورة لـ هنري الرابع رسمتها كاساندرا أوستن عام 1790 من كتاب "تاريخ إنجلترا" بقلم جين أوستن

على الأرجح أنه في بداية عام 1787 بدأت أوستن بكتابة قصائد وقصص ومسرحيات لمتعتها الخاصة ولعائلتها. لاحقًا جمعت نسخ منقحة مكونة من 29 عملًا من تلك الأعمال الأولية في ثلاث مفكرات، معروفة الآن باسم «الصبا» Juvenilia وتحتوى على بعض الأجزاء المكتوبة ما بين 1787 و1793. وتدل النصوص المكتوبة على أن جين استمرت في العمل على تلك الأجزاء ما بين 1809 و1811، وقام ابن أخيها آنا وجيمس إدوارد أوستن بعمل بعض الإضافات في عام 1814. من بين تلك الأجزاء رواية «الحب والصداقة» Love and Friendship [الإنجليزية]، وهي رواية رسائلية ساخرة رواية رسائلية سخرت فيها جين من الروايات العاطفية novels of sensibility [الإنجليزية]. كما يوجد مخطوط مكون من 34 صفحة يصحبه 13 رسمة توضيحية بالألوان المائية من عمل كاساندرا.
كتبت أوستن عملًا بعنوان «التاريخ» حاكت فيه كتابات تاريخية شهيرة، بالأخص «تاريخ إنجلترا» الصادر عام 1764 للكاتب أوليفر جولد سميث. كتبت أوستن «اعتلى هنري الرابع عرش إنجلترا لإرضاء نفسه عام 1399، بعدما أجبر ابن عمه والملك السابق ريتشارد الثاني على التنازل له، والتقاعد لبقية حياته في قلعة بومفريت حيث تم اغتياله». حسب الباحث ريتشارد جينكينز تعتبر كتابات «الصبا» Juvenilia الخاصة بجين خشنة وفوضوية، وقد قارنها بأعمال فريق مونتي بايثون، وأعمال الروائي لورنس ستيرن من القرن الثامن عشر.

### النضوج
ظلت أوستن تحيا في منزل العائلة وتشترك في الأنشطة التقليدية للنساء اللاتي في سنها ومستواها الاجتماعي. مارست العزف على البيانو، وساعدت أمها وأختها في الإشراف على الخدم، وساعدت الأقارب أثناء الولادة أو الاحتضار. أرسلت كتابات قصيرة إلى بنات إخوتها حديثات الولادة: فاني كاثرين وجين آنا إليزابيث. كانت أوستن فخورة خصيصًا بأعمال الخياطة الخاصة بها. ذهبت للكنيسة بانتظام واجتمعت باستمرار مع الأصدقاء والجيران، كما قرأت الروايات (عادة كانت رواياتها) بصوت مسموع لعائلتها في الأمسيات. اجتماعها مع الجيران كان يعني عادة الرقص، كانوا يجتمعون في بيت أحدهم بعد العشاء أو في الحفلات التي تقام بانتظام في غرف التجمع assembly rooms [الإنجليزية] الخاصة بدار البلدية. حسب أقوال أخيها هنري كانت جين مولعة بالرقص وبرعت فيه.
في 1793 بدأت جين دون أن تكمل مسرحية قصيرة سميت لاحقًا "سير تشارلز جرانديسون" أو "الرجل السعيد: مسرحية كوميدية من خمس فصول" [الفرنسية]، لكنها أكملتها فيما بعد عام 1800. حاكت المسرحية نسخة مدرسية مختصرة لروايتها المعاصرة المفضلة "تاريخ سير تشارلز جرانديسون" [الإنجليزية] الصادرة عام 1753 من تأليف سامويل ريتشاردسون. وفقًا لبارك هونان أنه بعد كتابة «الحب والصداقة» عام 1789، قررت جين الكتابة من أجل الربح وتكريس جهدها لكتابة القصص، ثم بدأت تكتب أعمال أكثر طولًا وعمقًا عام 1793.
ما بين 1793 و1795 كتبت أوستن الرواية الرسائلية «السيدة سوزان» Lady Susan التي اعتبرت أكثر رواياتها الأولى وعودًا وعمقًا. بعكس أعمال أوستن الأخرى، وصفت المؤلفة كلير تومالين بطلة القصة أنها متوحشة جنسيًا، تستخدم ذكاءها وسحرها للتلاعب بالعشاق والأصدقاء والعائلة، وخيانتهم والإساءة إليهم. تقول كلير:
"الروابة مقدمة في هيئة رسائل، وحبكت قصتها كمسرحية، كما أنها ساخرة مثل أسلوب معظم كتاب المسرح لفترة الإحياء Restoration dramatists [الإنجليزية] الذين قد يكونوا ألهموها... إنها رواية فريدة في أعمال أوستن، تدرس حياة امرأة ناضجة ذات ذكاء وقوة شخصية أشد من كل من قابلت.

### رواياتها الأولى

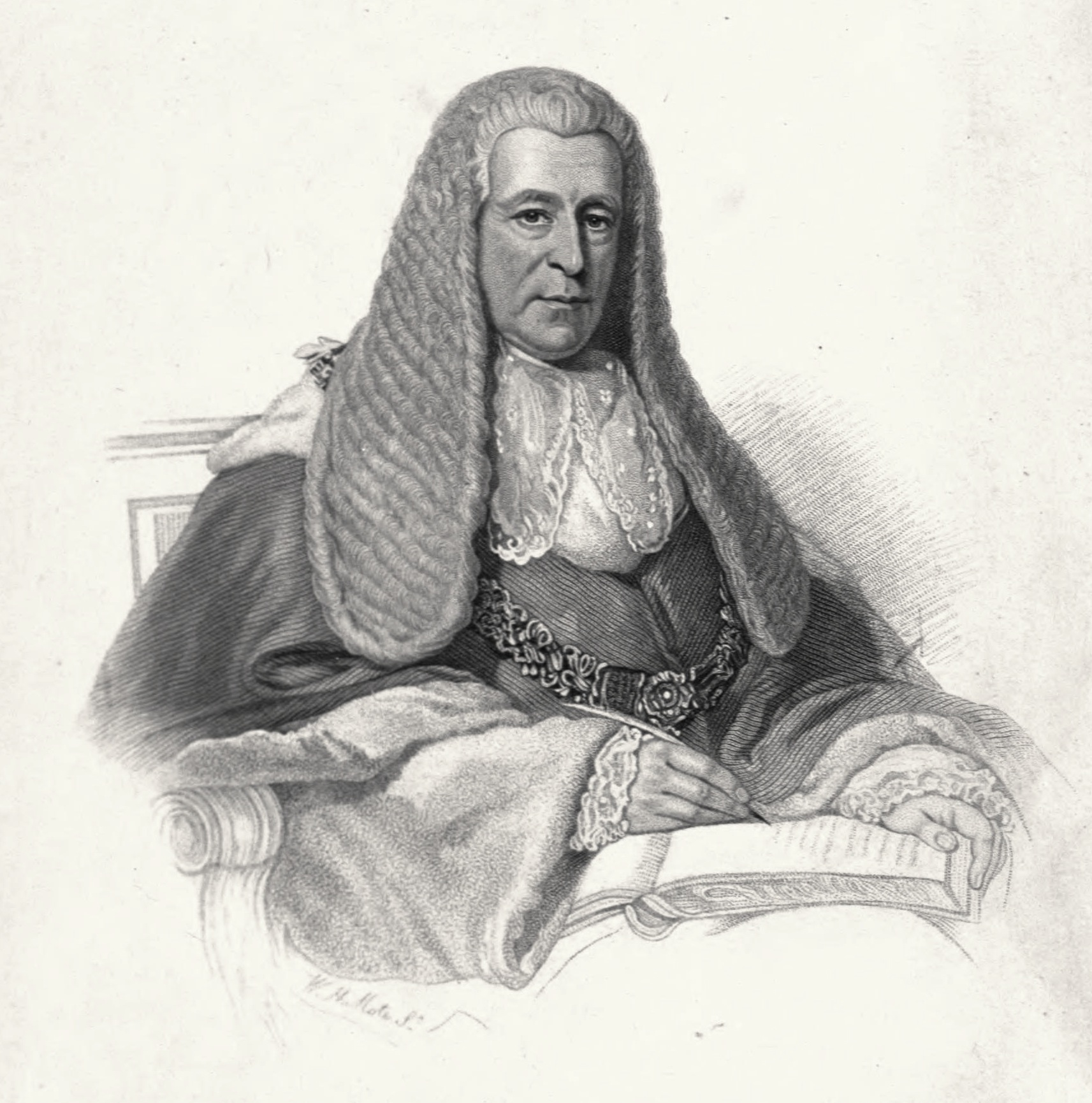
صورة توماس لانجلويس ليفروي، رئيس قضاة إيرلندا، رسمها ويليام هنري موت عام 1855. في سن كبيرة اعترف ليفروي لابن أخيه بحبه لجين وقال أنه حب صبياني.

عندما كانت أوستن في العشرين من العمر زار توم ليفروي [الإنجليزية] (ابن أخ أحد الجيران) ستيفنتون من ديسمبر 1795 حتى يناير 1796، كان ليفروي قد أنهى دراسته الجامعية لتوه، ويستعد للسفر إلى لندن ليتدرب كي يصبح أحد محامي المحاكم العليا. تعرف ليروي على أوستن في إحدى الحفلات أو المناسبات الاجتماعية الأخرى، واتضح في رسائلها إلى كاساندرا أنهما قضيا وقتًا طويلًا معًا: «أخشى إخبارك كيف تصرفنا أنا وصديقي الإيرلندي. تخيلي أكثر الأمور المتهورة والصادمة في الرقص والجلوس معًا». تدخلت عائلة ليروي وأرسلته بعيدًأ في نهاية يناير. لم يكن الزواج عمليًا، فليروي وأوستن لا يملكان مالًا كما يعرفان، كما أن ليروي كان يعتمد على على عم بعيد له في أيرلندا، ليصرف على تعليمه ويؤسس عمله القانوني. لو أن ليروي قد زار هامبشاير فيما بعد لابد أنهم قد أبقوه بعيدًا عن عائلة أوستن، لأن جين لم تره بعد ذلك أبدًا.

### المخطوطات القديمة (1796–1798)
بعد الانتهاء من رواية «السيدة سوزان»، بدأت أوستن أولى رواياتها الأولى بعنوان «إلينور وماريان». تذكرت كاساندرا لاحقًا أن الرواية الرسائلية قد ألقيت على مسامع العائلة قبل عام 1796. لم تصل إلينا النصوص الخام الأصلية، لذلك لا نعرف كم المسودات الأصلية التي ظلت في الرواية بعدما نشرت دون اسمها في 1811 باسم «العقل والعاطفة» العقل والعاطفة.
بدأت العمل على روايتها الثانية «الانطباعات الأولى» في 1796. أنهت أوستن النسخة الأولية في أغسطس 1797 عندما كانت في الواحد والعشرين من العمر، ولاحقًأ صار اسم الرواية «كبرياء وهوى» كبرياء وتحامل (رواية). وقد قرأتها على مسامع عائلتها، وهي تعمل عليها كما فعلت مع رواياتها الأخرى وصار الأمر عادة مفضلة. في ذلك الوقت قام والدها بأول محاولة لنشر إحدى رواياتها. في نوفمبر 1797 كتب جورج إلى الناشر توماس كادل [الإنجليزية] في لندن يسأله نشر رواية أولية من ثلاث فصول بطول رواية «إيفيلينا» للسيدة بارني، وذلك على مسؤولية المؤلف المالية (يقصد بذلك رواية «الانطباعات الأولى»). لكن الناشر رفض وأعاد إرسال الخطاب إليهم. من المحتمل أن أوستن لم تعرف جهود أبيها في ذلك الوقت. بعدما أنهت كتابة «الانطباعات الأزلى» عادت إلى «إلينور وماريان» من نوفمبر 1797 حتى منتصف 1798. راجعتها بشدة واستخدمت صيغة الغائب بدلًا بدلًا من الصيغة الرسائلية، وأنتجت شيءًا يقارب «العقل والعاطفة».
في منتصف 1798 بعد مراجعة «إلينور وماريان»، بدأت تكتب رواية ثالثة بعنوان «سوزان» سميت لاحقًا «دير نورثانجر» دير نورثانجر، وهي رواية تسخر من الروايات القوطية رعب قوطي (روايات تدمج الخيال مع الرعب مع الرومانسية). أنهتها بعد عام تقريبًا. في بداية 1803 عرض هنري أوستن رواية «سوزان» على ناشر من لندن يدعى بينجامين كروسبي الذي دفع عشرة جنيهات إسترليني مقابل حقوق الطبع. وعدهم كروسبي بسرعة النشر وروج للكتاب على أساس أنه تحت الطبع، لكنه لم يفعل شيءًا من ذلك وظلت النسخة الأولية دون نشر إلى أن اشترت أوستن حقوق مرة أخرى عام 1816.

### باث وساوثهامبتون
في ديسمبر 1800 أعلن جورج أوستن على غير توقع قرار تقاعده من عمله ككاهن، وغادر ستيفنتون وانتقل بالعائلة إلى باث. على الرغم من أن قرار التقاعد والسفر جيدًا للأشقاء الكبار، صدمت جين لمعرفتها أنها ستغادر المنزل الوحيد الذي طالما عرفته. عدم قدرتها على الإنتاج كان دلالة على ارتباك عقلها عندما عاشت في باث. قامت ببعض المراجعات لرواية «سوزان»، وبدأت ثم ترطت رواية جديدة تدعى «آل واتسون» The Watsons [الإنجليزية]، لكن لم يكن هناك ما يضاهي الإنتاج المثمر ما بين 1795 و1799. اقترحت تومالين أن ذلك يعكس اكتئابًا عميقًا يعجزها ككاتبة. عارضها هونان وقال أن أوستن كتبت أو راجعت كتاباتها الخام طوال حياتها ماعدا بضعة أشهر عقب وفاة والدها.

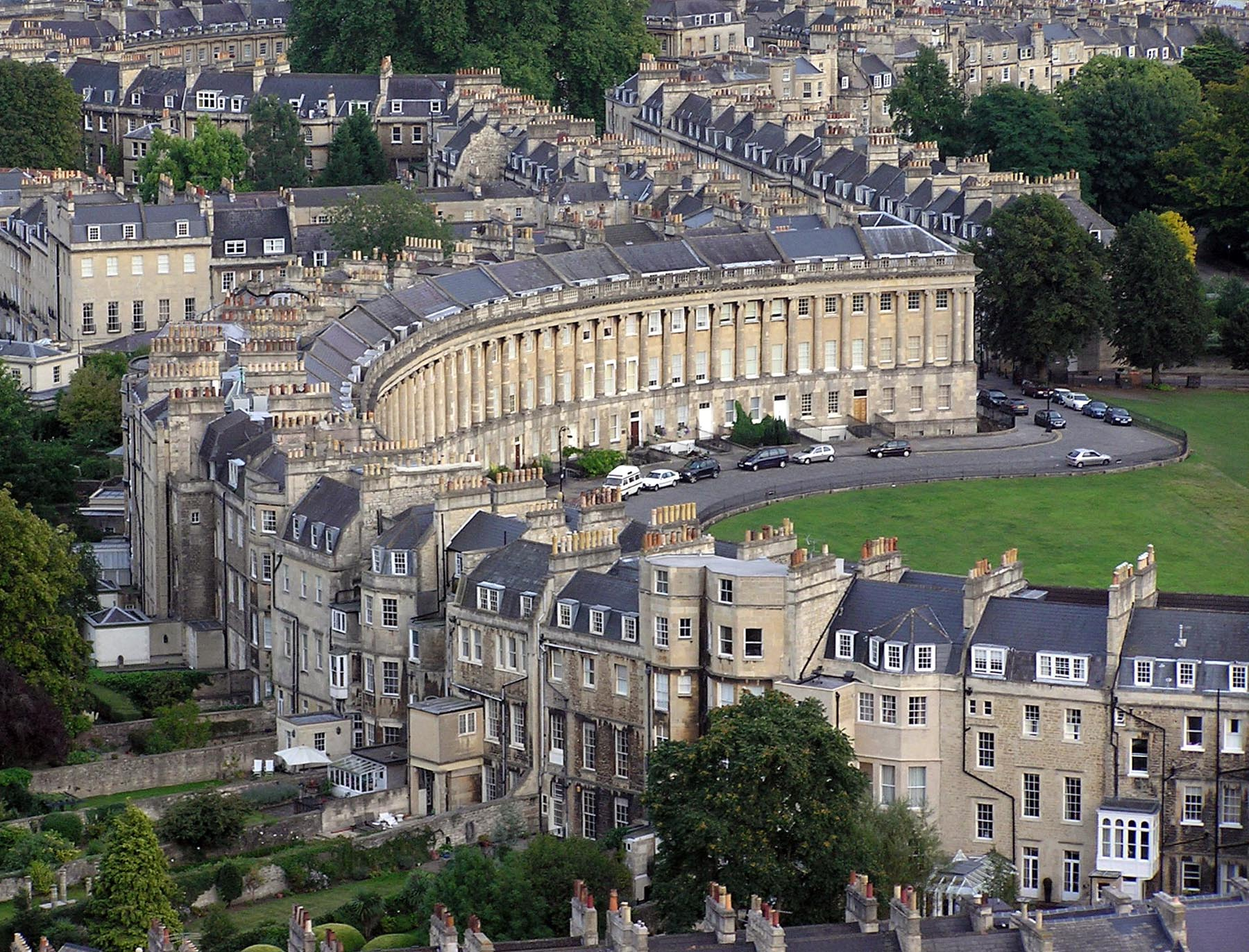
الهلال الملكي في باث

في ديسمبر 1802 تلقت أوستن عرض الزواج الوحيد في حياتها. زارت هي وأختها أليثيا وكاثرين بيج، وهما صديقتان قديمتان تعيشان بالقرب من مدينة باسينجستوك [الإنجليزية]. لديهما شقيق أصغر يدعى هاريس بيج ويزر، أنهى مؤخرًا دراسته الجامعية في أوكسفورد وكان متواجدًا في المنزل، تقدم إلى أوستن ووافقت. حسب وصف كارولين أوستن (ابنة أخ جين) ورينالد بيج ويزر (سليل للعائلة) لم يكن هاريس جذابًا، كان صخمًا بسيط الشكل قليل الكلام متلعثم، وكان عدوانيًا في الحديث ويكاد يكون بلا لباقة على الإطلاق. مع ذلك عرفته أوستن منذ الصغر، وكان لعرض الزواج عدة مزايا لها ولأسرتها، فقد كان وريثًا لممتلكات عائلية باهظة في المنطقة التي ترعرعت فيها الأختان، بمصادر الدخل تلك يمكن لأوستن رعاية والديها في عمرهما الكبير، ويمكنها منح كاساندرا منزلًا دائمًا للسكن فيه، وربما تساعد أشقاءها في أعمالهما. في الصباح التالي قررت أوستن أنها ارتكبت خطأ وسحب موافقتها. لا يوجد خطابات معاصرة تصف ما شعرت به تجاه عرض الزواج. في 1814 كتبت أوستن خطابًا لابنة أخيها فاني نايت التي سألتها النصيحة بشأن علاقة جدية، وقالت «لقد كتبت الكثير عن جانب واحد من السؤال، لذلك على الآن أن أرجوكِ ألا تلزمي نفسك أكثر، وألا تفكري في القبول إلا إن كنتِ تحبيه حقًا. كل شيء يمكن قبوله أو احتماله إلا الزواج دون حب».
في 1804 أثناء حياتها في باث بدأت أوستن قصة غير مكتملة تدعى «آل واتسون»، تدور القصة حول رجل دين عاجز لديه مال قليل وأربع بنات غير متزوجات. يصف ساذرلاند تلك الرواية أنها دراسة للاقتصاد الصعب في واقع حياة النساء غير المستقلات. اقترح هونان (ووافقته تومالين) أن أوستن توقفت عن العمل على الرواية بعد وفاة والدها في 21 يناير 1805 وشابهت ظروفها الشخصية ظروف شخصيات الرواية بشدة أزعجتها.
مرض أبيها الأخير الذي أصابه فجأة جعله «غافل لحالته»، كما قالت أوستن لأخيها فرانسيس، ثم توفي بسرعة. صارت جين وكاساندرا والوالدة في موقف مالي خطير، وصار إدوارد وجيمس وهنري وفرانسيس ملزمين بمساعدات سنوية لدعم والدتهم وأختيهم. على مدى الأربعة سنوات التالية عكست ترتيبات المعيشة الخاصة بالعائلة وضعهم المالي المتزعزع، عاشوا فترة مؤقتة في سكن بالإيجار في باث قبل مغادرة المدينة في يونيو 1805 في زيارة عائلية إلى قريتي ستيفنتون وجودميرشام، وقضوا خريف عام 1805 في مأوى عصري بجوار البحر في مدينة وورثينج [الإنجليزية]، على ساحل ساسكس في «أكواخ ستانفورد». 64- أغلب الظن أن أوستن كتبت هناك مسودة رواية «السيدة سوزان» وأضافت الخاتمة. رؤيتها لمدينة وورثينج باكرًا ألهمتها لكتابة روايتها الأخيرة (التي لم تكملها) «بلدة سانديتون» Sanditon [الإنجليزية]، وهي قصة عن مأوى ناجح بجوار البحر في ساسكس. 65- في 1806 انتقلت العائلة إلى ساوثهامبتون حيث تشاركوا السكن مع فرانك أوستن وزوجته الجديدة، وزاروا أقرباء لهم.
في 5 أبريل 1809 (ثلاثة أشهر قبل انتقال العائلة إلى قرية تشاوتون) كتبت أوستن خطابًا غاضبًا إلى ريتشارد كروسبي، تعرض عليه نسخة جديدة لرواية «سوزان» إن كان هذا سيعجل بنشرها وإلا فهي تريد استعادة النص الأصلي كي تبحث عن ناشر آخر. رد كروسبي أنه لم يتفق على نشر الرواية في موعد محدد (أو على الإطلاق)، ويمكن لأوستن أن تسترد النص مقابل العشرة جنيهات إسترليني التي دفعهم لها من قبل وتبحث عن ناشر آخر، ولم تملك جين المال لإعادة شراء الكتاب، لكنها في النهاية اشترته عام 1816.

### تشاوتون

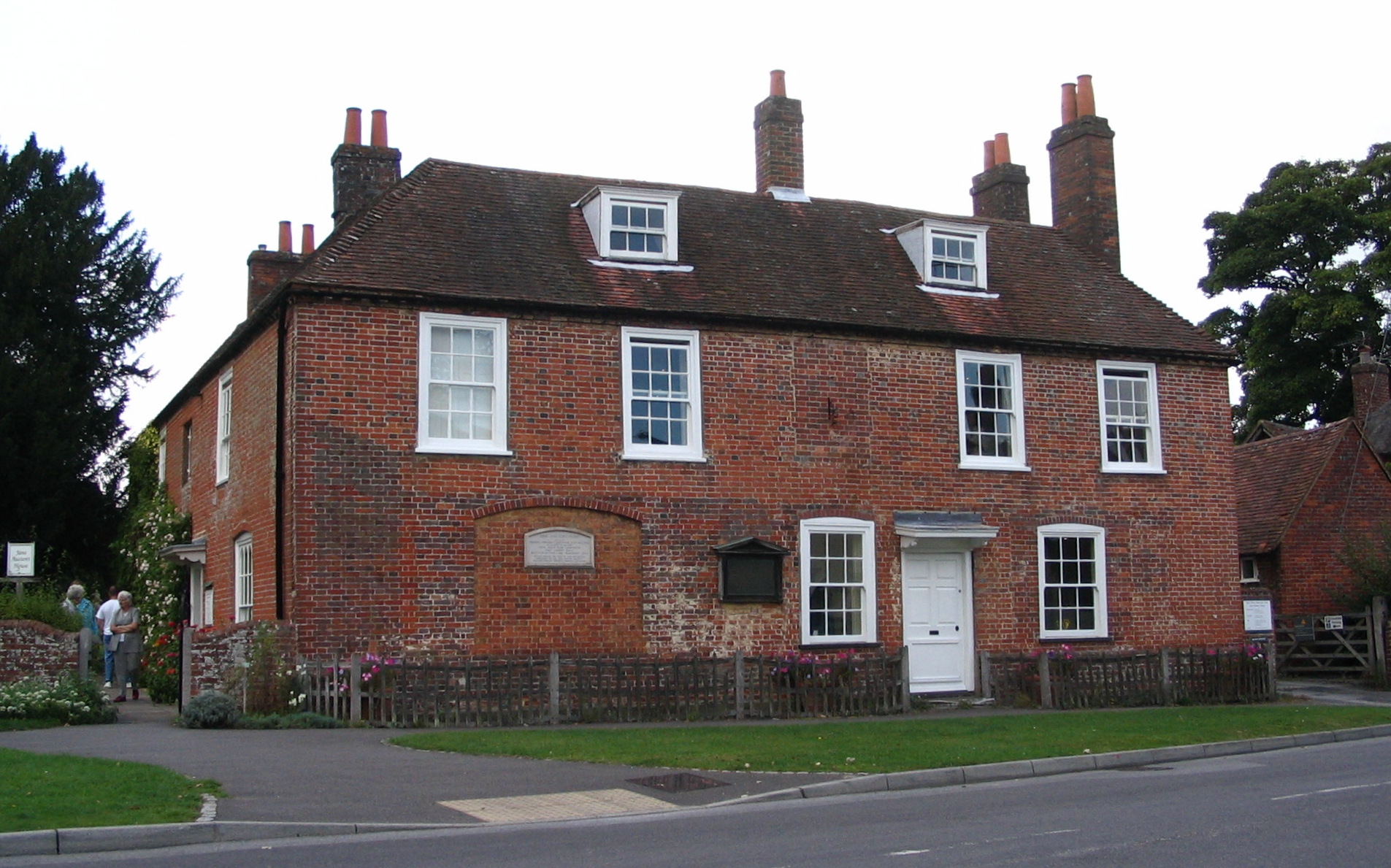
منزل تشاوتون حيث عاشت جين آخر ثمانية سنوات من عمرها، وصار الآن متحف منزل جين أوستن

في بداية عام 1809 عرض إدوارد شقيق أوستن على والدته وأختيه حياة أكثر استقرارًا بأن يستخدمن كوخًا كبيرًا في تشاوتون، كان تابعًا لأملاك إدوارد المجاورة Chawton House [الإنجليزية]. انتقل جين وكاساندرا والوالدة إلى الكوخ في السابع من يوليو 1809. في تشاوتون كانت الحياة أكثر هدوءًا من حياتهم في باث عندما انتقلوا في 1809. لم تجتمع العائلة بالطبقة الراقية المجاورة واستمتعتوا فقط عندما بالزيارات العائلية. وصفت آنا ابنة أخ أوستن حياة العائلة في تشاوتون قائلة: «كانت حياة هادئة جدًا وفقًا لأفكارنا، لكنهم كانوا قراء عظام. وبالإضافة لشؤون المنزل انشغلت خالتانا بمساعدة الفقراء وتعليم الفتيان أو الفتيات القراءة والكتابة». كتبت أوستن تقريبًا بشكل يومي وكان يتم إعفاءها من بعض مسؤوليات المنزل ليتاح لها فرصًا أكثر للكتابة. في تلك الأجواء يمكنها أن تعود للكتابة بغزارة.

### بداية النشر

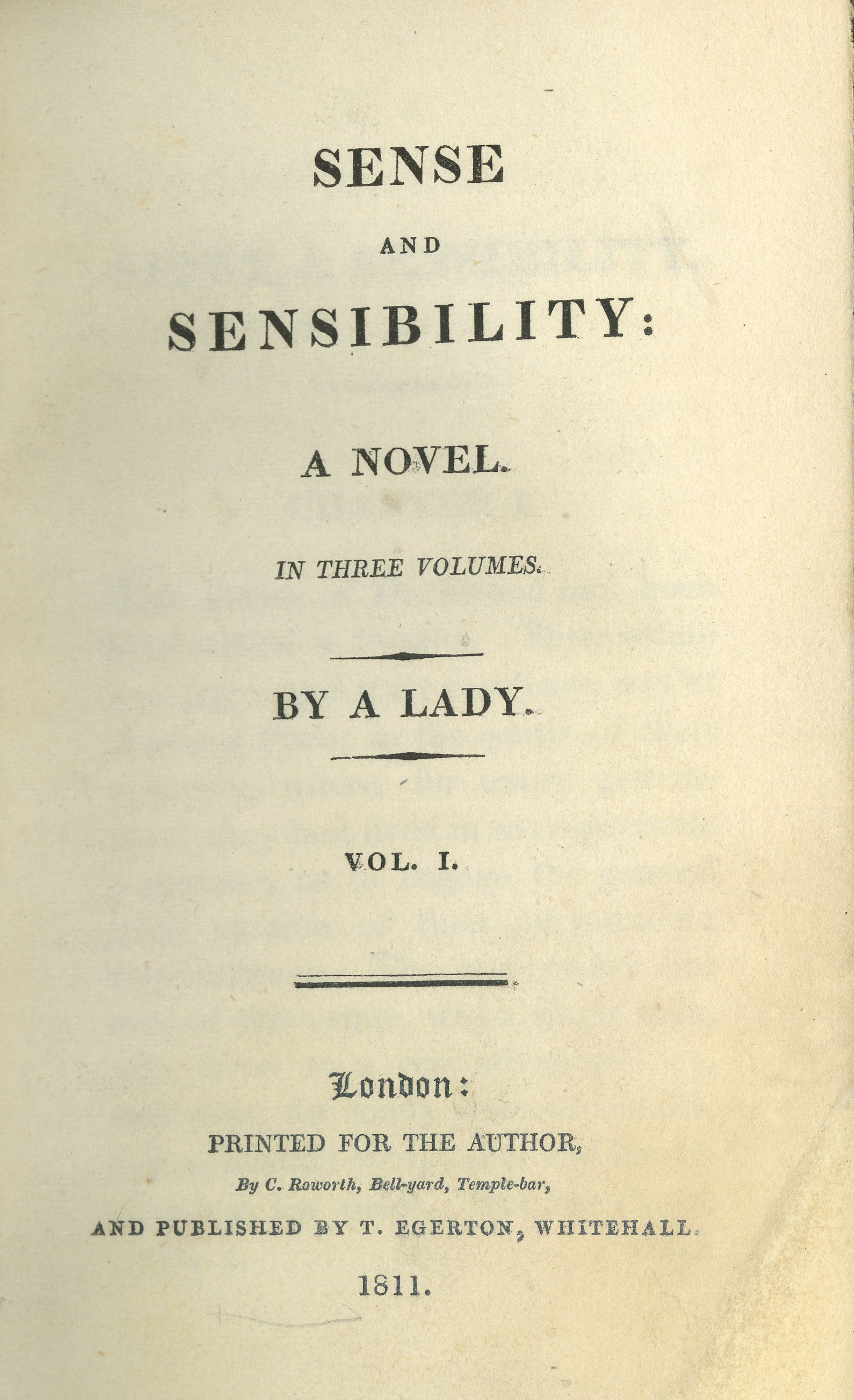
صفحة العنوان من أول طبعة لرواية "العقل والعاطفة"، أول رواية تصدر لأوستن عام 1811

في تشاوتون نشرت أوستن أربع روايات تلقت نجاحًا باهرًا عمومًا. بمساعدة شقيقها هنري وافق توماس إيجرتون على نشر رواية «العقل والعاطفة» التي صدرت في أكتوبر 1811. كانت الآراء مشجعة وصارت الرواية شائعة وسط النقاشات، وبيعت الطبعة كلها في منتصف 1813. أرباح أوستن من مبيعات الرواية أعطتها استقلالًا ماديًا ونفسيًا. بعد ذلك نشر إيجرتون رواية «كبرياء وهوى» (وهي مراجعة لرواية «الانطباعات الأولى») وصدرت في يناير 1813. روج للكتاب ونجح على الفور واستقل ثلاث مقالات إيجابية وبيع بغزارة لدرجة أنه في أكتوبر 1813 أصدر إيجرتون طبعة ثانية. ثم نشر إيرجتون رواية "متنزه مانسفيلد" في مايو 1814. على الرغم من تجاهل النقاد للرواية حققت نجاحًا شعبيًا. بيعت كل النسخ خلال ستة أشهر، وكانت أربح أوستن من تلك مبيعات تلك الرواية أعلى من مثيلاتها.
علمت المؤلفة أن الأمير ريجينت معجب برواياتها ويحتفظ بمجموعة منها في كل أماكن إقامته. في نوفمبر 1815 قام جيمس ستانيير كلير [الإنجليزية] أمين المكتبة الخاصة بالأمير ريجينت بدعوة أوستن لزيارة منزل الأمير في لندن، ولمح إلى أن عليها إهداء الرواية القادمة «إيما» إلى الأمير. لم تحب أوستن الأمير لكنها لم تستطع رفض الطلب. كتبت لاحقًا عملًا قصيرًا «تخطيط الرواية، وفق تلميحات من عدة أماكن» Plan of a Novel, according to Hints from Various Quarters [الإنجليزية]. وهو تخطيط ساخر لعمل رواية مثالية قائم على اقتراحات أمين المكتبة العديدة من أجل رواية أوستن القادمة.
في منتصف 1815 نقلت أوستن عملها من إيجرتون إلى جون موراي [الإنجليزية] وهو ناشر أكثر شهرة في لندن، وهو الذي نشر رواية «إيما» في ديسمبر 1815 وطبعة أخرى لرواية «متنزه مانسفيلد» في فبراير 1816. على الرغم من مبيعات «إيما» الجيدة، لم تكن مبيعات الطبعة الجديدة من «متنزه مانسفيلد» كذلك. وقد طغى هذا على معظم أرباحها من «إيما». كانت تلك آخر روايات تنشرهم في حياتها.
بينما جهز موراي رواية «إيما» للنشر، بدأت أوستن رواية جديدة أسمتها «آل إليوت» The Eliots (ونشرت فيما بعد باسم «إقناع» اقناع (رواية)). أكملت المسودة الأولية في يوليو 1816. بعد نشر «إيما» بوقت قصير أعاد هنري أوستن شراء حقوق الطبع لرواية «سوزان» من كروسبي. أجبرت أوستن على تأجيل نشر روايتين كاملتين بسبب مشاكل مالية عائلية. أفلس مصرف هنري أوستن في مارس 1816، مما حرمه من ممتلكاته وأغرقه في الديون وكلف إدوارد وجيمس وفرانك أوستن مبالغ طائلة. عجز هنري وفرانك بعد ذلك عن إعالة والدتهما وشقيقتيهما.

### مرضها ووفاتها

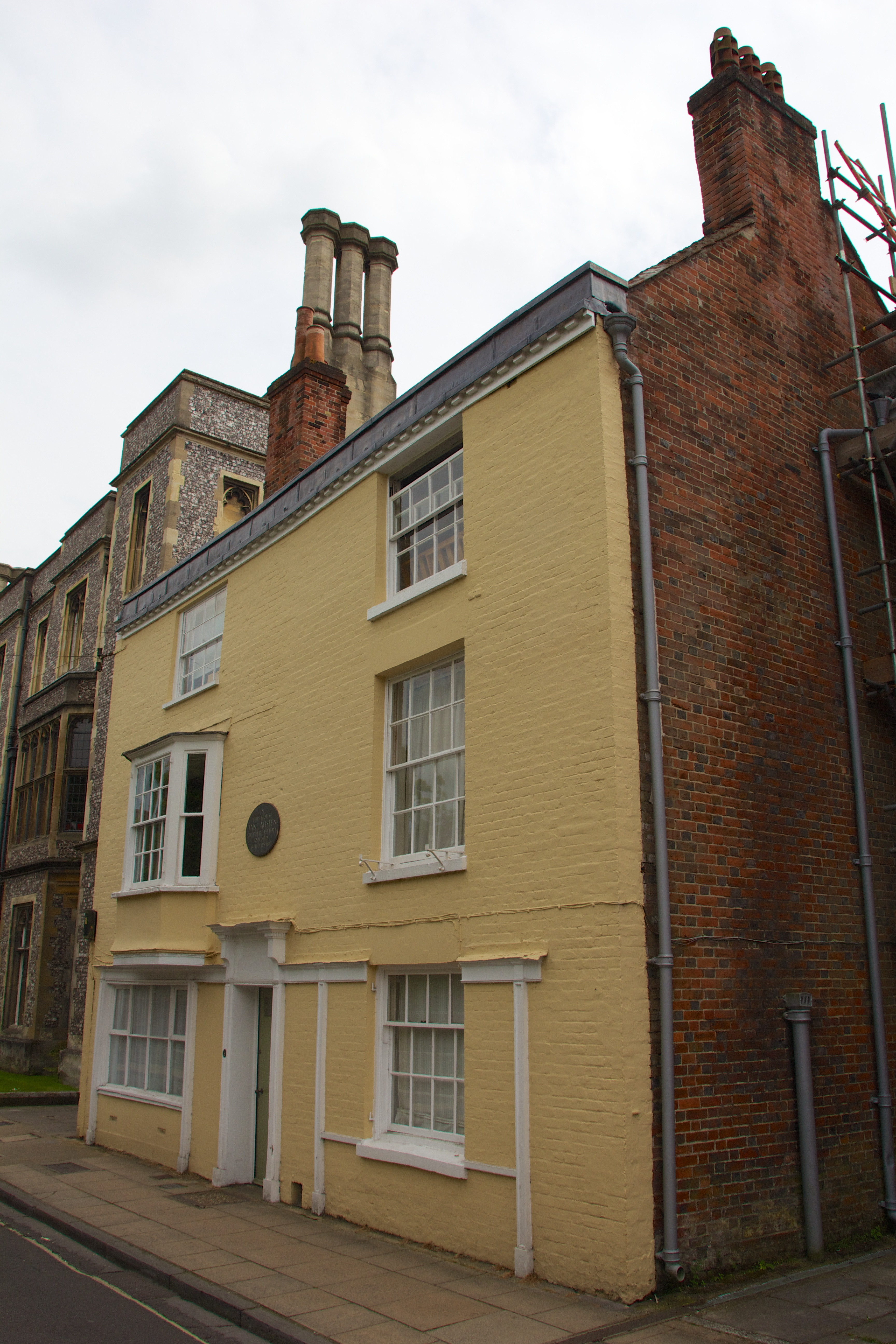
منزل في وينشستر حيث قضت جين أيامها الأخيرة

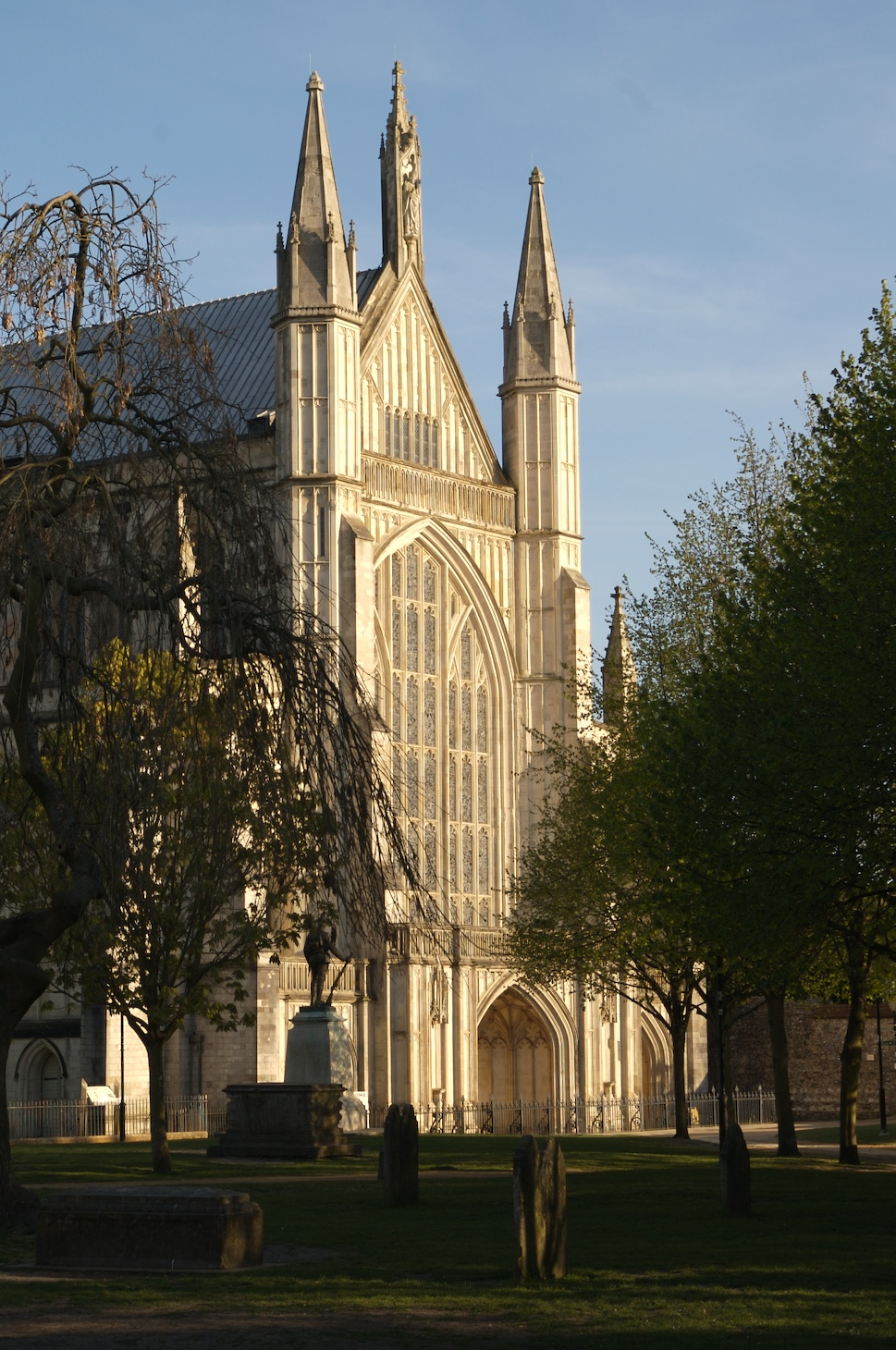
كاتدرائية وينشستر حيث دفنت أوستن

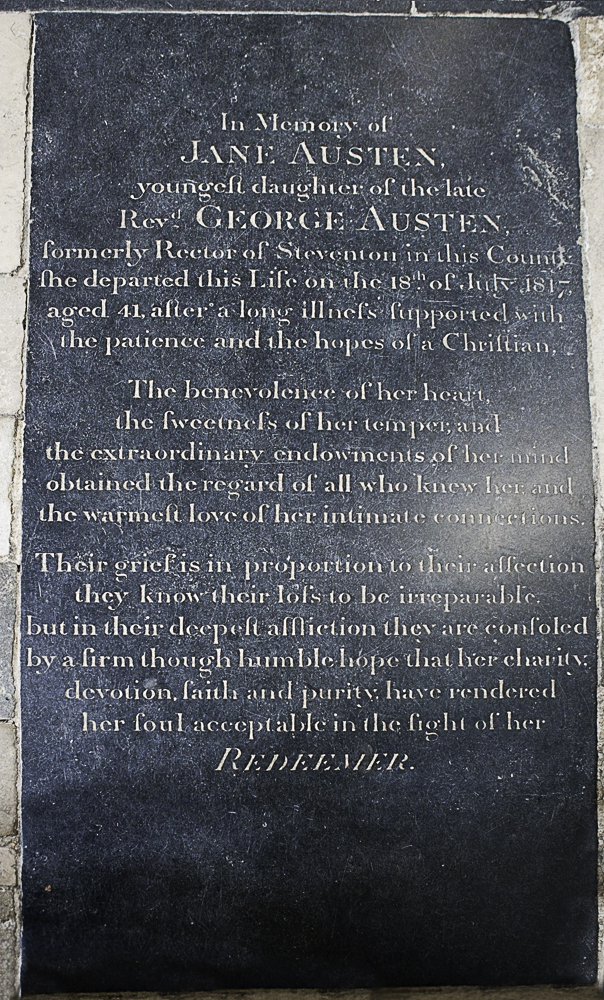
شاهد قبر تذكاري في بهو الكاتدرائية

بداية عام 1816 بدأت أوستن تشعر بالتعب. تجاهلت المرض في البداية واستمرت في العمل وشاركت في الأنشطة العائلية المعتادة. بحلول منتصف العام تراجعت صحتها بوضوح لها ولعائلتها، وبدأت حالة طويلة وبطيئة وغير مستقرة من التدهور الذي أدى لوفاتها في العام التالي. معظم كتاب سيرة أوستن اعتمدوا على التشخيص الرجعي retrospective diagnosis المؤقت للطبيب فنسنت كوب عام 1964 وصنفوا سبب الوفاة بأنه مرض أديسون أي القصور الكظري الأولي مرض أديسون، تم وصف مرضها الأخير بأنه مرتبط بسرطان الغدد الليمفاوية لمفوما هودجكين. تقترح كاثرين وايت من «مجموعة المساعدة الذاتية البريطانية لمرض أديسون» أن أوستن توفيت على الأرجح بسبب متفطرة بقرية، وهو مرض صار الآن مرتبطًا بشكل شائع مع شرب اللبن غير المبستر. اكتشفتت ليندا روبنسون ووكر عاملًا مساهمًا في وفاة أوستن ووصفته على الإنترنت في عدد الشتاء لعام 2010 من مجلة إليكترونية تدعى Persuasions تخص رابطة محبي جين أوستن في شمال أمريكا. تقول ليندا أن هذا العامل قد يكون مرض بريل زينسر (وهو أحد الأشكال الحديثة لمرض التيفوس الذي أصيبت به وهي طفلة). علاقة مرض بريل زينسر بالتيفوس مثل علاقة الحلأ النطاقي (يسبب الطفح الجلدي) ب الجدري المائي. عندما يصاب شخص ما بالتيفوس من قبل ثم يتعرض لضغط فيسيولوجي (خاص بوظائف الأعضاء) شديد مثل سوء التغذية أو عدوى أخرى، عندئذ يصاب الشخص بمرض بريل زينسر.
رغم مرضها استمرت أوستن في العمل. كانت غير راضية عن نهاية رواية «آل إليوت» وأعادت كتابة آخر فصلين وأنهتهما في 6 أغسطس 1817. في يناير 1817 بدأت رواية جديدة اسمها «الأخوة» The Brothers (تغير اسمها لاحقًا إلى «مدينة سانديتون» Sanditon عندما نشرت لأول مرة في 1925) وأكملت إثني عشر فصلًا منها قبل أن تتوقف في منتصف مارس بسبب المرض على الأرجح. كانت تستخف بمرضها أمام الآخرين وتصفه أنه الصفراء أو الروماتيزم، إلا أنها مع تقدم المرض بدأت تعاني صعوبة في الحركة وقي القيام بالأنشطة الأخرى. بحلول منتصف أبريل كانت أوستن طريحة الفراش. في الشهر التالي أخذها هنري وكاساندرا إلى وينشستر ونشستر للعلاج، لكنها توفيت هناك في 18 يوليو 1817 عن عمر واحد وأربعين عامًا. من خلال اتصالاته بالكهنة رتب هنري لدفن أخته في الممر الشمالي من بهو كاتدرائية وينشستر [الإنجليزية]. كتب شقيقها جيمس النقش على الضريح ومدح فيه صفاتها الشخصية بما فيها «مواهبها العقلية الخارقة»، وعبر عن أمله في خلاصها الديني، لكنه لم يذكر شيءًا عن إنجازاتها ككاتبة.

### ما نشر بعد وفاتها
بعد وفاة أوستن اتفق كلًا من كاساندرا وهنري مع جون موراي على نشر روايتي «إقناع» و«دير نورثانجر» في مجموعة واحدة في ديسمبر 1817. ساهم هنري مع كلير تومالين في عمل مذكرة سيرة ذاتية تسمى «مديح محب ومنسق» a loving and polished eulogy. وفيه يتحدث عن أخته لأول مرة بصفتها مؤلفة روايات. ظلت المبيعات جيدة لمدة عام (321 نسخة فقط لم تباع) قبل أن تتراجع. تخلص موراي من النسخ المتبقية في 1820 وظلت روايات أوستن خارج الطباعة لمدة إثني عشر سنة. في 1832 اشترى الناشر ريتشارد بينتلي حقوق البيع الباقية لرواياتها، وبدأ في ديسمبر 1832 أو يناير 1833 في نشرها في خمس أجزاء توضيحية كجزء من سلسلة الروايات القياسية Standard Novels الخاصة به. في أكتوبر 1833 نشر أول طبعة مجمعة لأعمال أوستن. منذ ذلك الوقت استمرت رواياتها في الطبع باستمرار.

## رواياتها
على الرغم من أن روايات أوستن كانت دومًأ رائجة، قلل من شأنها باحثو الأدب الإنجليزي حتى قام فرانك ريموند ليفيس وإيان وات [الإنجليزية] وآخرون بإعادة تقييم أعمالها في منتصف القرن العشرين. لقد اعترفوا بأهمية أوستن في تطوير الرواية الإنجليزية بعد هنري فيلدينج (1707-1754) وسامويل ريتشاردسون (1689-1761) وقبل تشارلز ديكنز. اتفقوا على أنها مزجت بين أساليب الذاتية والسخرية لفيلدينج وأساليب الواقعية والتهكم لريتشاردسون لصنع مؤلف يفوق كليهما. أوستن لها ست روايات رئيسية وهم بترتيب النشر كالتالي: «العقل والعاطفة» Sense and Sensibility، و«كبرياء وهوى» Pride and Prejudice، و«متنزه مانسفيلد» Mansfield Park، و«إيما» Emma، وما نشر بعد وفاتها: «إقناع» Persuasion، و«دير نورثانجر» Northanger Abbey.

### العقل والعاطفة Sense and Sensibility
كانت رواية «العقل والعاطفة» مكتوبة بشكل رسائلي عام 1795 عندما كانت أوستن في التاسعة عشر من عمرها، وكان اسمها «إلينور وماريان». لاحقًا غيرت أوستن صيغتها إلى الصيغة الروائية وغيرت العنوان إلى «العقل والعاطفة». في الرواية «العقل» يعني الحكم الصائب والحكمة، و«العاطفة» تعني الشعور والإحساس. يجسد «العقل» شخصية إلينور، ويجسد «العاطفة» شخصية «ماريان». أدى تغيير العنوان إلى عمق فلسفي لما بدا قصة عن شخصيتين. ذلك العنوان والآخر الذي يخص الرواية التالية "كبرياء وهوى" (1813) ربما يشيران إلى الصراع السياسي في تسعينيات القرن الثامن عشر. استقت أوستن الإلهام لرواية «العقل والعاطفة» من روايات أخرى للفترة نفسها ناقشت نفس الموضوعات. هذا يتضمن مقال أدم ستيفينسون المتعلق بسيرته الذاتية والصادر عام 1785 بعنوان «الحب والحياة» (فيه يصف ستيفينسون علاقة تعيسة الحظ)، ورواية «قصة إشاعة» ل جين ويست (1796) والتي تصور أختين إحداهما عقلانية والأخرى رومانسية وعاطفية. تلك الأخت الرومانسية من رواية ويست والأخرى من رواية أوستن تتشاركان الاسم نفسه «ماريان»، وبعض التشابهات النصية الأخرى ظهرت في طبعة حديثة من رواية ويست. تقول كلير تومالين كاتبة سيرة أوستن الذاتية أن رواية «العقل والعاطفة» تثير رعشة خاصة في النفوس، فأثناء كتابتها ترددت أوستن تدريجيًا في نشرها. صورت ماريان أنها عذبة ذات صفات جذابة وذكاء وموهبة موسيقية وصراحة وقدرة على الحب بعمق. اعترفت المؤلفة أيضًا أن جون ويلوجبي بكل عيوبه ظل يحب يحترم -إلى حد ما- ماريان. لهذه الأسباب اعتبر بعض القراء أن زواج ماريان النهائي من كولونيل براندون غير مرضي.

### كبرياء وهوى Pride and Prejudice
تعتبر رواية «كبرياء وهوى» (ثاني رواية منشورة للمؤلفة) تصويرًا تذكاريًا للشخصية الأساسية إليزابيث بينيت. بدأت أوستن بكتابة الرواية بعد بقائها في منزل في منطقة جودنستون بارك [الإنجليزية] في كينت مع شقيقها إدوارد وزوجته عام 1796. الاسم الأول للرواية هو «الانطباعات الأولى» First Impressions وتمت كتابتها ما بين أكتوبر 1796 وأغسطس 1797. في 1 نوفمبر 1797 أرسل والد أوستن خطابًا إلى ناشر في لندن يدعى توماس كادل يسأله إن كان مهتمًا برؤية النسخة الأولية من الرواية، رفض الناشر وأعاد الخطاب. راجعت جين بشدة نص رواية «الانطباعات الأولى» ما بين 1811 و1812، وفقد النص الأصلي. كانت الرواية على الأرجح من النوع الرسائلي رواية رسائلية نظرًا لكثرة الخطابات في النسخة الأخيرة منها. لاحقًا أعادت أوستن تسمية الرواية «كبرياء وهوى» Pride and Prejudice، على الأرجح أنها كانت تفكر في «المعاناة والمعارضة» الملخصتين في الفصل الأخير من رواية "سيسيليا" [الإنجليزية] للكاتبة فاني بورني، وفي كلمتي «كبرياء وهوى» المكررتين ثلاث مرات بحروف كبيرة واضحة block capitals [الإنجليزية]. ربما تم تغيير اسم «الانطباعات الأولى» لتجنب الخلط مع أعمال أخرى. خلال الأعوام التي فصلت بين كتابة رواية «الانطباعات الأولى» ومراجعتها لتصير «كبرياء وهوى» تم نشر عملين آخرين بعنوان «الانطباعات الأولى»، رواية للكاتبة مارجريت هالفورد وعملًا كوميديًا للكاتب هوراس سميث [الإنجليزية]. باعت أوستن حقوق طبع الرواية إلى الناشر توماس إيجرتون في شارع وايت هول بثمن 110 جنيهًا إسترليني بعدما طلبت 115 جنيهًا. كان قرارًا مكلفًا، فقد نشرت أوستن رواية «العقل والعاطفة» على أساس عمولة لتعويض الناشر عن أي خسائر محتملة وجمع أي أرباح (تكاليف وعمولة الناشر). لم تعرف أن رواية «العقل والعاطفة» ستباع بالكامل (مما أكسبها 140 جنيهًا إسترليني)، وكانت قد باعت حقوق الطبع بإيجرتون بثمن زهيد، ولذلك سيجني هو كل الأرباح. وفقًا لجان فيرجوس ربج إيجرتون حوالي 450 جنيه إسترليني من أول طبعتين فقط للرواية. نشر أول طبعة من رواية «كبرياء وهوى» في ثلاث أجزاء ذات غلاف صلب في 27 يناير 1813. تم الإعلان عنها في جريدة «مورنينج كرونيكل» Morning Chronicle [الإنجليزية] بثمن 18 شلن [الإنجليزية]. تلقت الرواية أراءً إيجابية وبيعت الطبعة كلها، تم نشر طبعة ثانية في نوفمبر وثالثة في 1817.

### مانسفيلد بارك Mansfield Park
«مانسفيلد بارك» هي ثالث رواية تنشر لأوستن وهي الأكثر إثارة للجدل من بين أعمالها الرئيسية. فعلى الرغم من أن نقاد فترة الوصابة على العرش Regency [الإنجليزية] قد مدحوا أخلاقيات الرواية عمومًا، وجد العديد من قراء العصر الحديث أن تحفظ فاني ومعارضتها للمسرح من الصعب فهمه، ورفضوا فكرة أنها انسانة صالحة مقارنة بحرمان الطفولة الذي لاقته (وهذا موضح في الفصل الأخير). رأت والدة أوستن أن فاني شخصية مملة. وقراء آخرون وجدوها متزمتة وغير محبوبة. أشار النقاد إلى أنها شخصية معقدة، إنها متفهمة لكنها مستسلمة للتفكير الآمل، وتظهر شجاعة وتقديرًا عاليًا للذات لاحقًا في الرواية. حسب كلام كلير تومالين كاتبة سيرة أوستن (التي تنقد فاني عمومًا)، إنها ترى أن فاني تصل لذروتها كبطلة حين ترفض الطاعة كي تبقى مخلصة لضميرها. تعكس تومالين الازدواجية التي يشعر بها العديد من القراء نحو الشخصية. تقول أيضًا أن إيمان فاني برايس يساوي لها الكثير، فهو يمنحها الشجاعة لتقاوم ما تراه خاطئًا، كما يجعلها لا تحتمل الآثمين وهي مستعدة لإبعادعم عنها.

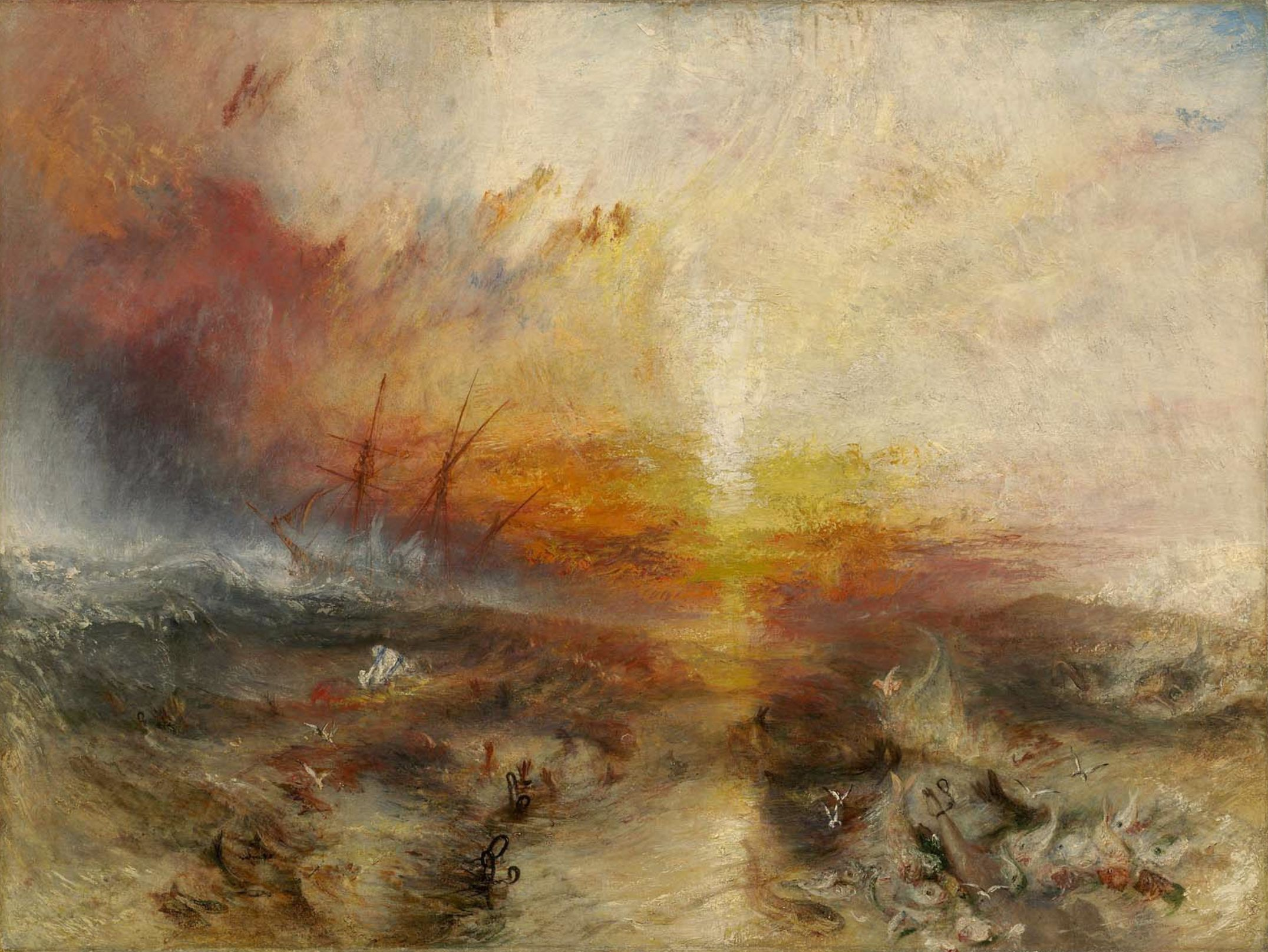
رسمة "سفينة العبيد" للفنان جوزيف مالورد ويليام تيرنر، تصف أوجه تجارة العبيد البريطانية المذكورة في رواية «مانسفيلد بارك» لجين أوستن

حياة أوستن في فترة الوصاية على العرش أقحمتها في نقاش حول العبودية. لم تذكر أوستن في روايتها قانون تجارة العبيد لعام 1807 (قانون تجارة الرقيق 1807) الذي منع منع تجارة العبيد (وليس العبودية بحد ذاتها) في الإمبراطورية البريطانية. كان ذلك القانون (الذي صدر قبل أربعة أعوام من كتابة القصة) بمثابة الذروة لحملة طويلة قام بها معارضو العبودية التحرير من العبودية وبالأخص ويليام ويلبرفورس. لم تلغى تجارة العبيد في الإمبراطورية حتى 1833. كانت معدلات الوفيات مرتفعة في المزارع الكاريبية بسبب الحمى الصفراء والمالاريا، وظن المعارضون أن إلغاء تجارة العبيد لن ينهي العبودية في جزء الهند الغربية (لأن ملاك المزارع يمكنهم استيراد العبيد من أفريقيا). ربط الباحث الأدبي النظري إدوارد سعيد بين قبول المجتمع الغربي لرواية «مانسفيلد بارك» وبين المنافع العائدة عليه من العبودية عبودية والاستعمار إمبريالية (وهو ربط قام به فلاديمير نابوكوف في كتابه «محاضرات في الأدب» Lectures on Literature، انتهى منه في الأربعينيات لكن لم ينشر حتى 1980). وضح إدوارد سعيد فشل أوستن في ذكر أن عزبة مانسفيلد بارك كانت قائمة فقط بفضل عمل العبيد. صور سعيد أوستن بصفتها عنصرية مساندة للعبودية، ويجب إدانة كتبها وليس الترحيب بها. بالنسبة لدراسته القائلة أن أوستن كتبت رواية «مانسفيلد بارك» لتمجيد العبودية فقد لاقت انتباهًا عالميًا، حتى أن محرر أحد طبعات الرواية من دار بينجوين للنشر كتب في المقدمة أن سعيد وصف رواية «مانسفيلد بارك» بأنها جزء من مشروع توسيع الاستعمار. رفض نقاد أدبيون (ومن بينهم جابرييل وايت) إدانة سعيد لأوستن والمجتمع الغربي، وذكرت أنها وكتاب آخرون (بما فيهم سامويل جونسنون وإدموند بورك) عارضوا العبودية وساعدوا على إلغائها بشكل نهائي. كتبت تومالين أن فاني المتحفظة في العادة سألت عمها عن تجارة العبيد ولم تسمع جوابًا، مما يشير إلى أن إدراك فاني لعدم أخلاقية ذلك العمل أوضح من إدراكه.

### إيما Emma
«إيما» هي رابع وآخر رواية لأوستن يتم نشرها في حياتها. «إيما وودهاوس» هي أول بطلة لأوستن دون اهتمامات مالية لذلك ليس لديها دافع للزواج (كما أخبرت الآنسة سارة الساذجة). ذلك مسار مختلف عن روايات أوستن الأخرى حيث تكون المواضيع المهمة هي الزواج والأمان المادي. مصادر إيما المالية أعطتها امتيازًا عن البطلات الأخريات في روايات «العقل والعاطفة» و"كبرياء وهوى"، على النقيض تبدو الاحتمالات المستقبلية لشخصية جين فيرفاكس بائسة. بالمقارنة مع بطلات أوستن الأخريات تبدو إيما منيعة للانجذاب العاطفي. بعكس ماريان داشوود [الإنجليزية] التي انجذبت للرجل الخطأ قبل أن تختار الرجل الصائب، لا تظهر إيما أي انجذاب عاطفي للرجال الذين تقابلهم. لقد تفاجأت وإلى حد ما فزعت عندما صرح لها القس إلتون بحبه، كان رد فعلها مشابهًا لرد فعل إليزابيث بينيت [الإنجليزية] عندما تقدم لها السيد كولنز المتملق (وهو قس أيضًا). إعجاب إيما العابر بفرانك تشرتشل يبدو كعقدة رومانسية في الحبكة بالنسبة لأوستن بدلًأ من كونه سعيًا وراء عاطفة حقيقية لإيما. في بداية الفصل الثالث عشر لم يعد هناك شك في أن إيما واقعة في الحب، مع ذلك اتضح سريعًا (على الرغم من أنها قضت بعض الوقت تتخيل آلاف الاحتمالات الممكنة لتطور ونهاية ارتباطهما) انتهت جميع التخييلات عن تصريحاته بالحب من جانبه بالرفض من جانبها.

### إقناع Persuasion
"إقناع" هي الرواية المكتملة الأخيرة لأوستن ولم تنشر حتى توفيت، على الرغم من ظهروها قبل نهاية عام 1818. نشرت لأول مرة في طبعة من أربعة أجزاء، أول جزأين تضمنا أول نشر لرواية "دير نورثانجر" وآخر جزأين تضمنا رواية "إقناع". قد يظن القراء أن أوستن أرادت للإقناع أن يكون الفكرة الموحدة للقصة، لكن هذا العنوان قد اختاره شقيقها هنري بعد وقاتها. فكرة الإقناع تسري في القصة، مع بعض الأفكار الصغيرة لتشكل تنوعًا في الموضوع الرئيسي. لا يوجد أي وثيقة معروفة تخبرنا بماذا كانت أوستن تنوي تسمية الرواية. بغض النظر عن نواياها، وفقًا لتقيد العائلة كانت تشير إليها باسم "آل إليوت" The Eliots، وبعض النقاد اعتقدوا أن كانت تنوي تسميتها هكذا. على الأرجح أن هنري هو من أختار عنوان: دير نورثانجر" أيضًا. حسب الباحثة الأدبية جيليان بير، كانت أوستن مهتمة بشدة بمستوى وتطبيق رواية "إقناع" في المجتمع (بالأخص الضغوط والخيارات التي تواجه النساء اليافعات). كتبت بير أنه بالنسبة لأوستن وقرائها كانت رواية "إقناع" مفعمة بالأخطار الأخلاقية. فزعت جين بما اعتبرته نصيحة خاطئة لابنة أخيها فاني نايت حول قبول أو رفض خاطب محدد، على الرغم من احتمالية ارتباط طويل الأمد. قلق جين أوستن بشأن الإقناع والمسؤولية تم توضيحه بشدة. لقد رفضت أن تكون جزءًا من الآلة التي تقحم فاني نفسها فيها للارتباط. خافت أن تكون دافعًا مشجعًا لأفعال شخص آخر. مع ذلك لم تستطع جين تجنب دور المقنع أو المنفر. في النهاية رفضت فاني الخاطب وبعد وفاة عمتها تزوجت شخصًا آخر. يقول بير أن أوستن كانت مدركة أن الإقناع أو الاقتناع بالصواب أو الخطأ هو أمر أساسي في التواصل. أوضحت جين أوستن تدريجيًا آثار التفريق بين الإقناع السليم وغير السليم. تمر القصة بعدة مواقف حيث يؤثر الناس أو يحاولون التأثير في أناس آخرين (أو في أنفسهم). ذكر بير تضمن الرواية الكامل لضغوط السلطة والإغراءات، والطرق الجديدة التي يفتحها الإقناع.

### دير نورثانجر Northanger Abbey
كتبت أوستن رواية «دير نورثانجر» وهي صغيرة السن (قبل 1800) قبل نشر «العقل والعاطفة» عام 1812. على الرغم من أنها مكتوبة قبل عقد من «إقناع» ورتكت دون نشر طوال ذلك الوقت، نشرت عائلتها الروايتين معًا عام 1818 بعد وفاتها. تعد رواية «دير نورثانجر» محاكاة ساخرة محاكاة ساخرة باكرة للخيال القوطي Gothic fiction، خالفت أوستن المعتقدات الخيالية للقرن الثامن عشر بأن جعلت بطلة الرواية بسيطة الشكل وغير مميزة تنتمي لعائلة من الطبقة المتوسطة، وسمحت لها بالوقوع في حب البطل قبل أن ينتبه لها، كما كشفت أن مخاوفها الرومانسية وفضولها لا أساس لها. حسب رأي كلير تومالين، ربما تكون أوستن قد بدأت الرواية بهدف التسلية العائلية كي يتم قرائتها بصوت عالٍ بجوار المدفأة (فقد بدت الرواية أكثر فكاهة من أعمالها الأخرى مع وجود تلميحات أدبية كان ليستمتع بها والداها وأشقاؤها). كتبت جوان أيكن أنه يمكن التخمين أن رواية «سوزان» (العنوان الأصلي لرواية «دير نورثانجر») في تخطيطها الأول كانت بغرض الترفيه العائلي وتخاطب الجمهور العائلي مثل جميع أعمال الصبا الخاصة بأوستن بتعليقاتها الجانبية للقراء والإهداءات الغريبة. لكن بعض أعمال الصبا التي نعرفها كانت موجهة خصيصًا لأشقائها تشارلز وفرانك. مع ذلك جميع تلك الكتابات كانت مصممة لتتبادلها شبكة واسعة من القراء. كانت أوستن تخاطب القارئ مباشرة أحيانًا وبالأخص في نهاية الفصل الخامس، حيث توضح باستفاضة رأيها في قيمة الروايات والتحامل المعاصر ضدها لصالح الأعمال التاريخية والصحف. من خلال مناقشات إيزابيللا، والأخوات ثورب، وإلينور وهنري، ومن خلال تصفح كاثرين لمكتبة الجينرال ولكتب أمها الإرشادية عن السلوك، يكتسب القارئ رؤية داخلية عن وجهة نظر أوستن بالنسبة للروايات عمومًا مقارنة بأعمال أدبية معاصرة أخرى (خاصة الروايات القوطية) استمتعت إلينور بكتب التاريخ بغض النظر عن إشارة كاثرين إلى الخيال الواضح في الأحاديث التي تقولها الشخصيات التاريخية المهمة). الصراحة التي تتحدث بها أوستن مع القارئ (بالأخص في نهاية الرواية) تعطي رؤية داخلية لأفكار أوستن قبل نشر «العقل والعاطفة»، وهذا قيم للغاية نظرًأ لأن جزء كبير من خطابات أوستن أحرقته أختها بطلب منها عند وفاتها.

## موضوعاتها الرئيسية
تنوعت وتوسعت الموضوعات الرئيسية والنظريات الأدبية التي تم تطبيقها على تحليل روايات أوستن بوجود أجيال من القراء والباحثين الذين يتناولون كتاباتها. أول من تولى نقد وتحليل الموضوعات الرئيسية في روايات أوستن هو والتر سكوت وعالم اللاهوت ريتشارد واتلي. بعد الانتهاء من التصرف في إرث أوستن الأدبي وبحلول عام 1812 ظهرت فترة ثانية من التحليل والنقد الأدبي لكتاباتها، واستمرت لنصف قرن حتى منتصف 1870. أعقب ذلك عدة عقود من دراسة أعمال أوستن بعد الاستقبال العالمي لرواياتها التي تمت ترجمتها إلى عدد من اللغات الأجنبية خلال أواخر القرن التاسع عشر. بع ذلك حلت الفترة الحديثة لدراسة وتحليل موضوعاتها الأدبية من 1930 وحتى الوقت الحاضر، مما جعلها من أكثر المؤلفين البريطانيين إنجازًا وشهرة عالميًا.

### فترة الوصاية على العرش Regency
في حياة أوستن وخلال السنوات التي تلت وفاتها كان يكتب نقد موضوعاتها الأدبية الروائي التاريخي والتر سكوت وعالم اللاهوت ريتشارد واتلي. طلب الناشر جون موراي [الإنجليزية] من سكوت مراجعة رواية "إيما"، فكتب مقالًا طويلًا عميقًا ونشره دون اسم في عدد مارس 1816 من المجلة الأدبية Quarterly Review [الإنجليزية]. استخدم ذلك المقال النقدي كمنصة ليدافع بها عن ذلك النوع من الرواية الذي لم يكن شهيرًا وقتها. لقد مدح قدرة أوستن على نسخ طبيعة الحياة العادية ونقلها للقارئ... إنه تمثيل صحيح وبارز للحياة اليومية من حوله. يرى ويليام جالبيرين دارس أعمال أوستن من القرن الحادي والعشرين، أنه بعكس بعض قراء أوستن العلمانيين الذين يعتبرون ابتعادها عن فكرة الواقعية المعروفة في زمانها، قد يكون والتر سكوت أول من اعتبر أوستن كاتبة واقعية ممتازة على قدم المساواة. كتب سكوت عام 1826 ما أصبح لاحقًامقولة مشهورة: "بالرغم من قرائتها للمرة الثالثة على الأقل مازلت أستمتع برواية "كبرياء وهوى" الرائعة للأنسة أوستن. تلك السيدة الشابة موهوبة في وصف الارتباطات والمشاعر والشخصيات للحياة العادية بأفضل أسلوب رأيته.

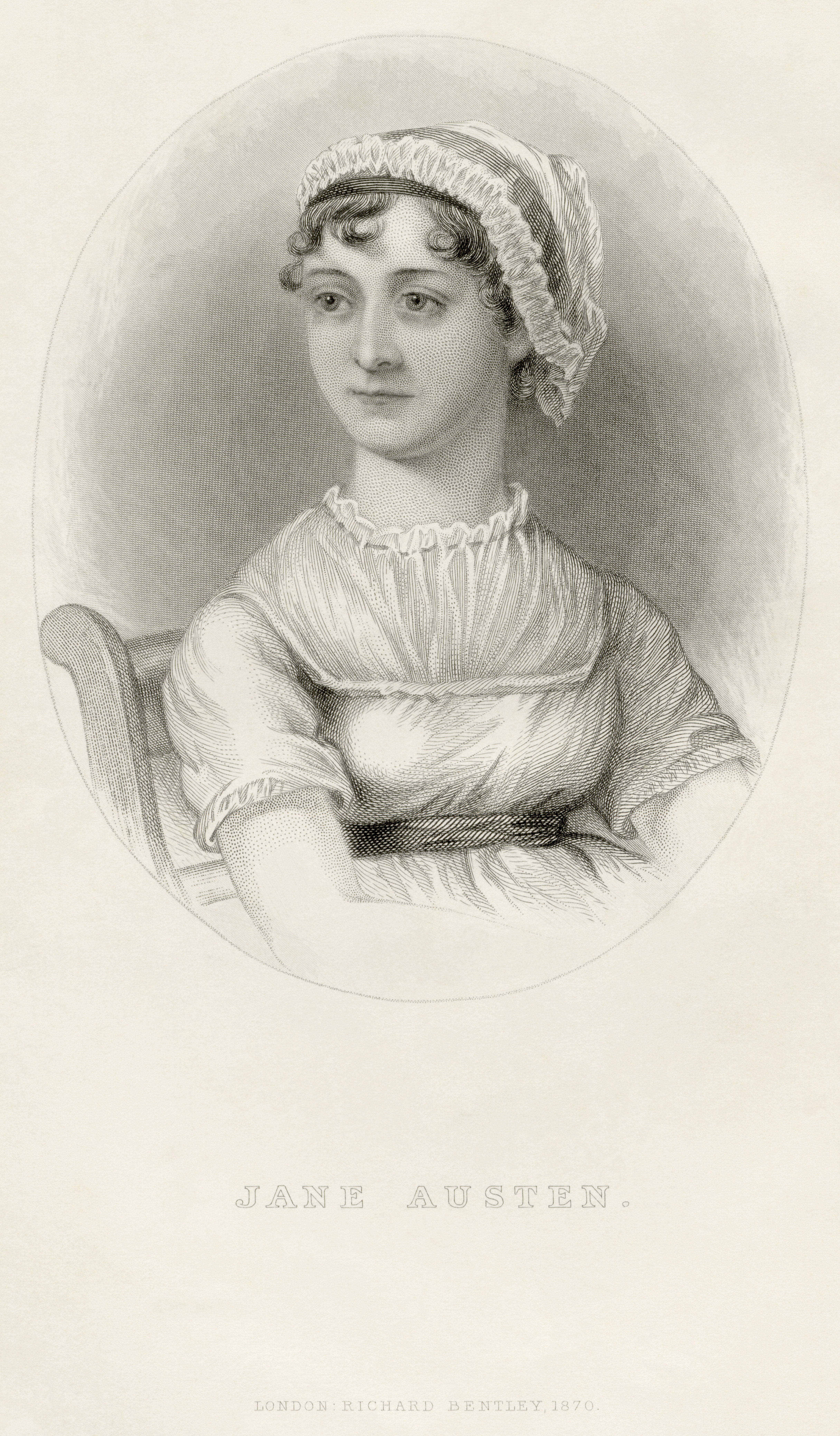
الرسمة التوضيحية لكتاب A Memoir of Jane Austen بيد ريتشارد بينتلي عام 1870 وهي صورة مبنية على وصف خيالي وغير دقيق لأوستن

في مجلة Quarterly Review عام 1821 نشر ريتشارد واتلي الكاتب الإنجليزي وعالم اللاهوت أكثر مقالًا جادًا وحماسًا عن أعمال أوستن بعد وفاتها بفترة وجيزة. قام واتلي بمقارنات إيجابية بين أوستن وهوميروس وشكسبير ويمدح قدراتها الروائية الدرامية. لقد أكد شرعية الرواية كصنف أدبي ويصر على أن الأدب الخيالي (وخاصة الأدب الروائي) أكثر قيمة من التاريخ أو السير الذاتية. يقول واتلي أنه إذا قدم بشكل لائق (مثلما فعلت أوستن) سيربط الأدب الخيالي نفسه بالخبرة البشرية العامة التي يستمد منها الإنسان رؤى داخلية للطبيعة البشرية، هذا أخلاقي. حلل واتلي أوستن بصفتها كاتبة أنثى، فقال نظن أنه أحد ميزات الأنسة أوستن من وجهة نظرنا هي أنها أكسبتنا رؤية داخلية عن خصائص الشخصيات النسائية... إن بطلاتها سيدات بالطريقة التي نعرفهن بها لكنهم بالطبع لا يعترفن بذلك أبدًا. لم يتم نشر مقالًا نقديًا أصليًا مهمًا لأوستن حتى نهاية القرن التاسع عشر. قام واتلي وسكوت بتجهيز وجهة النظر العصر الفيكتوري عن المؤلفة.

### العصر الفيكتوري Victorian period
لعدة عقود بعد عام 1812 وبعد التصرف في إرث أوستن الأدبي، كان نقاد وجمهور العصر الفيكتوري منجذبًا إلى مؤلفين مثل تشارلز ديكنز وجورج إليوت لذلك بدت رواياتها بسيطة وهادئة بالمقارنة. على الرغم إعادة نشر أعمال أوستن في أواخر 1832 أو بداية 1833 على يد ريتشارد بينتلي ضمن سلسلة «الروايات القياسية» الخاصة به وطباعتها باستمرار منذ ذلك الحين، لم تكن الأعلى مبيعًا. يصف برايان سوثام قراءة رواياتها بالشائعة ما بين 1821 و1870 لكنها ضئيلة بجانب جمهور ديكنز ومعاصريه. هؤلاء من قرأوا لأوستن رأوا أنفسهم قلة مثقفة مميزة (وهو موضوع شائع في نقد أوستن خلال القرن التاسع عشر وأوائل القرن العشرين). وضح الفيلسوف والناقد الأدبي جورج هنري لويس [الإنجليزية] هذا الرأي وفصله في سلسلة من المقالات الحماسية في أربعينيات وخمسينيات القرن التاسع عشر. في روايات جين أوستن التي تم نشرها دون اسمها في مجلة «باكوودز» Blackwood's Magazine [الإنجليزية] عام 1859. مدح لويس روايات أوستن بسبب الاقتصاد في الفن... إنه الأدب السهل الذي يقود من الوسائل إلى الغايات دون مساعدات من عناصر زائدة مقارنة ب شكسبير. لقد اعترف بضعف بناء حبكتها لكنه قدر البناء الدرامي لها. قال أن نبض القارئ لا يهتز وفضوله لا يشتد لكن شوقه لا يتناقص لحظة واحدة. الأحداث تبدأ، الناس تتحدث وتشعر وتتصرف، كل ما يقال أو يحص أو يحدث يكون بغرض تعقيد أو فك الحبكة، ونكاد نكون ممثلين كما نحن جمهور لتلك الدراما الصغيرة. نظرًا لاستجابة الروائية شارلوت برونتي لمقالاته واتصالاتها معه، أحبت مصداقية أوستن نحو الحياة اليومية لكنها وصفتها بأنها فقط ذكية وجيدة الملاحظة، ونقدت غياب العاطفة الواضحة في أعمالها. بالنسبة لبرونتي بدت أعمال أوستن رسمية ومتحفظة. على حد قولها إن أعمال أوستن أشبه بحديقة مسيجة بعناية ومزروعة بجودة عالية مع حدود أنيقة وأزهار رقيقة، لكن دون لمحة لمظهر براق حيوي، لا ريف مفتوح ولا هواء طلق ولا تلال زرقاء ولا نبع جميل.

### العصر الإدواردي Edwardian period
حوالي ستة عقود من 1870 حتى 1930 شهدت ارتفاعًا مضاعفًأ في شهرة أوستن من خلال ترجمة أعمالها إلى لغات أخرى (من ضمنها الفرنسية والألمانية والدانماركية والسويدية) وثلاث دراسات لسيرتها الذاتية وتحليلات لموضوعاتها الأدبية. في 1869 صدرت أول سيرة ذاتية قيمة لأوستن (كتبها ابن أخيها جيمس إدوارد أوستن لاي وتدعى A Memoir Of Jane Austen [الإنجليزية]) وزادت شعبيتها وقاعدتها النقدية كثيرًا. قراء سيرة أوستن وجدوا أنفسهم أمام أسطورة روائية هاوية كتبت روائع أدبية غرست في عقول الجماهير صورة شاعرية لأوستن بصفتها أنسة هادئة وعمة في منتصف العمر تليق أعمالها بالعائلات الفيكتورية المحترمة. طلب أوستن لاي عمل لوحة شخصية لأوستن اعتمادًا على صورة قديمة بالألوان المائية مما لطف صورتها للجمهور الفيكتوري.Kirkham, 76. Jump up ^ الرسمة التوضيحية الذي قام بها ريتشارد بينتلي قائمة على تلك الصورة المثالية. أعادت السيرة الذاتية إحياء شعبية روايات أوستن. أول طبعات رائجة (كانت سلسلة صغيرة اقتصادية الثمن بستة بنسات وحسب نشرتها دار «راتلدج» Routledge) تم نشرها في 1883. أعقب ذلك طبعات ذات رسومات توضيحية، وطبعات مجمعة، وطبعات دراسية. استمر النقاد المعاصرين في التأكيد على أن أعمال أوستن راقية وقادرة على إمتاع من يتعمق فيها. مع ذلك تم نشر العديد من النقد لأعمال أوستن في العامين التاليين لنشر السيرة الذاتية السابقة التي صدرت في الخمسينيات. في عام 1913 قام ويليام أوستن لاي وريتشارد أرثر أوستن لاي أحفاد سلالة أوستن بنشر سيرة ذاتية عائلية حاسمة تسمى «جين أوستن: حياتها وخطاباتها-سجل عائلي» (Jane Austen: Her Life and Letters–A Family Record). وصف بارك هونان (كاتب سيرة ذاتية لأوستن) الكتاب بأنه دقيق ورصين ويعتمد عليه وأحيا حيوي ومثير. أبعد المؤلفين أنفسهما عن النغمة العاطفية الموجودة في السيرة السابقة A Memoir of Jane Austen، وبذلا جهدًا للوصول إلى ما بعد التقاليد والسجلات العائلية المتوفرة بسهولة، وعرض كتابهما حقائق مع بعض التوضيحات.
خلال الربع الأخير من القرن التاسع عشر صدر أول تحليل نقدي لأعمال أوستن عام 1890 بقلم جولدوين سميث [الإنجليزية] بعنوان «حياة جين أوستن» The Life of Jane Austen. بدأ التحليل مرحلة جديدة في التراث النقدي حيث صار مراجعو أعمال أوستن نقادًا. هذا أطلق نقدًا رسميًا يركز على أوستن ككاتبة ويحلل ما جعل أسلوبها فريدًا. وفقًا لبرايان سوثام فإن نقد أوستن قد زاد من ناحية الكم و-إلى حد ما- الجودة بعد عام 1870، لكنه اتسم بتشابه معين. كان من هؤلاء النقاد المعروفين: ريتشارد سيمبسون [الإنجليزية] ومارجريت أوليفانت وليزلي ستيفن. في مقال عن كتاب A Memoir of Jane Austen يصف سيمبسون أوستن أنها ناقضة جادة لكن ساخرة للمجتمع الإنجليزي. قدم موضوعين توضيحيين صارا أساس النقد الحديث لأعمالها، وهما: الفكاهة كنقد اجتماعي والسخرية كوسيلة للتقييم الأخلاقي. حسب رأي سيمبسون بدأت أوستن بكونها ناقضة ساخرة، لقد وضحت حكمها... ليس عن طريق الرقابة المباشرة بل بطريقة غير مباشرة من خلال المحاكاة والمبالغة في أخطاء نماذجها... النقد، والفكاهة، والسخرية، والحكم الذي يأتي ليس من الشخص الذي يفرض العقوبة بل من الشخص المحاكي الذي يسخر وهو يقلد، كل ذلك من خصائصها. مقال سيمبسون الذي ظل مجهولًا لسنزات صار مؤثرًا عندما اقتبس منه ليونيل تريلينغ عام
هناك كاتبة بارزة أخرى تم تجاهل نقدها عن أوستن وهي الروائية مارجريت أوليفانت. وصفتها أوليفانت بمصطلحاتها شبه النسائية أنها «مسلحة بوريد جيد للنقد الأنثوي»، ومليئة بالقوة الغامضة والاهتمام والبراعة والقدرة على التحكم بالذات، ولديها حس عجيب تجاه الفكاهة، واحتقار لاذع لكن هادئ، ورواياتها هادئة وباردة وثاقبة. هذا الرأي تمت دراسته في سبعينيات القرن الماضي أثناء نهضة النقد الأدبي النسائي نقد أدبي نسوي. على الرغم من أن الطبعات المختصرة لروايات أوستن قد تم نشرها في الولايات المتحدة منذ 1832، لم تظهر استجابة أمريكية كبيرة قبل عام 1870. يقول سوثام أنه بالنسبة الأدب الأمريكي تعتبر أعمال أوستن بسيطة ومتحفظة ومنمقة وغير بطولية. لم تكن أوستن كاتبة ديمقراطية، ولم تكن أعمالها قريبة من موضوعات الأدب الأمريكي. بحلول القرن العشرين ظهرت الاستجابة الأمريكية في هيئة مناظرة بين الروائي والناقد الأمريكي ويليام دين هوويلز وبين الكاتب الفكاهي مارك توين. في سلسلة من المقالات صور هوويلز أوستن أنها رمز شعبي رسمي، واستخدمها توين للجدال ضد الإعجاب بكل ما هو إنجليزي أنجلوفيل، ويوضح تمير الأدب الأمريكي عن طريق تحقير الأدب الإنجليزي. في كتابه Following the Equator يصف توين مكتبته ويقول أنها خالية من كتب جين أوستن ويقول أن هذا بحد ذاته يجعل أي مكتبة حتى لو كانت فارغة مكتبة جيدة للغاية.

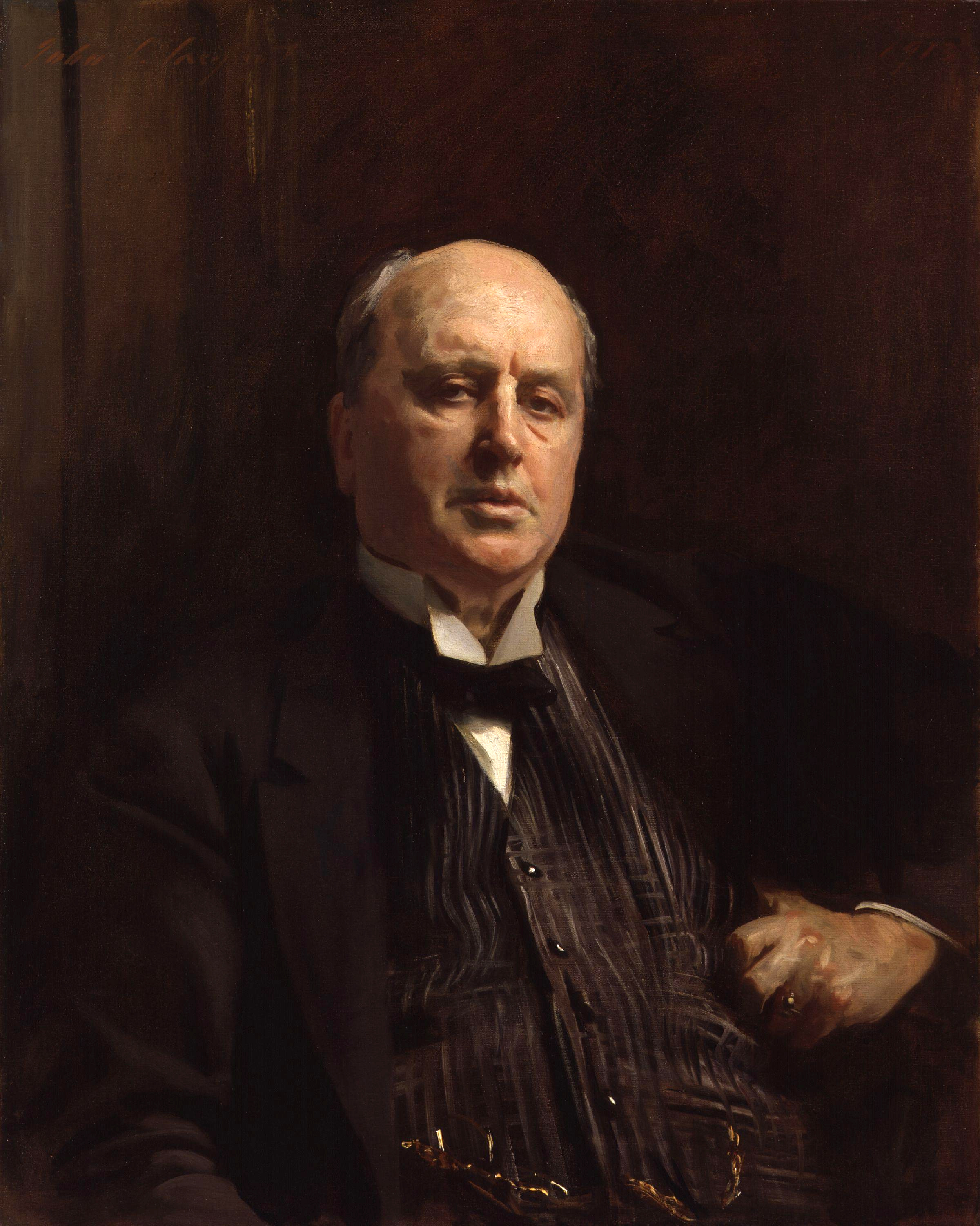
رسمة زيتية بريشة الفنان جون سينجر سارجينت عام 1913 للروائي والناقد الأدبي هنري جيمس الذي مدح جين أوستن

قام أعضاء الأدب الراقي الذين اعتبروا تقدير أوستن دليلًا على الثقافة بالاعتراض على تعميم أعمالها حوالي عام 1900. لقد سموا أنفسهم «أتباع جين» Janeites [الإنجليزية]، وميزوا أنفسهم عن الحشود الذين –في رأيهم- لم يفهموا أوستن جيدًا. قام الروائي الأمريكي هنري جيمس (أحد أعضاء المجموعة) بتصنيف أوستن مع شيكسبير وثيرفانتس وهنري فيلدينج كأعظم الفنانين في الحياة). اعتبر جيمس أوستن أنها فانة من الداخل ووصفها أنها غريزية وساحرة. على الرغم من ذلك في 1905 استجاب لما أسماه بـ«الافتتان الخادع» بأوستن، وهو ازدياد حاد في الاهتمام العام بها وقد فاق ميزاتها الجوهرية والإمتاع الذي تقدمه. أرجع جيمس السبب إلى الدعاية التجارية... الروح الخاصة ببيع الكتب... إلى الناشرين والمحررين والرسامين والمنتجين لمجلات الثرثرة المسلية الذين وجدوا أعمال جين غالية الجميع ضرورية لأهدافهم المادية وقابلة لإعادة النشر من ناحية الذوق الفني، كما وجدوها قابلة للبيع بكثرة.

### العصر الحديث
تأكدت مكانة أوستن بين الكتاب البريطانيين مع بداية القرن العشرين. هناك أعمال مهمة تم اعتبارها عمومًا حجر الأساس للدراسة الأكاديمية الجادة لجين أوستن، من بين تلك الأعمال مقال عام 1911 للباحث الشكسبيري أندرو سيسيل برادلي [الإنجليزية] من جامعة أوكسفورد. أكد برادلي على روابط أوستن بالناقد والكاتب سامويل جونسون من القرن الثامن عشر، ودعاها بأنها أخلاقية وفكاهية، وقد كان مبتكرًا تمامًا في تلك النقطة كما قال سوثام. قسم برادلي أعمال أوستن إلى روايات مبكرة وروايات متأخرة، ولايزال الباحثين يستخدمون ذلك التقسيم حتى الآن. ثاني ناقد مبدع لأوستن في بداية القرن العشرين هو روبرت ويليام شابمان الذي كانت مجموعتة لأعمال أوستن أول طبعة بحثية لأي روائي إنجليزي، ظلت نصوص شابمان قاعدة أساسية للطبعات اللاحقة لأعمالها. عندما اندلعت حركة الإصلاح في منتصف القرن اقترب الباحثون بشك أكبر من أعمال أوستن. أتي دينيث هاردينج ليتابع ويوسع أفكار فارير، وكتب مقال «الحقد المنتظم: وجه من أعمال جين أوستن» "Regulated Hatred: An Aspect of the Work of Jane Austen" وقال فيه أن رواياتها تهدم (بدلًا من أن تدعم) الوضع الراهن. سخريتها سببية أكثر من كونها فكاهية وهدفها هو إضعاف ادعاءات المجتمع الذي صورته. بتلك السخرية حاولت أوستن حماية نزاهتها كفنانة وكشخص في مواجهة السلوكيات والافعال التي رفضتها. كتب الناقد كويني دوروثي ليفيس [الإنجليزية] في مقالته «النظرية النقدية لكتابات جين أوستن» "Critical Theory of Jane Austen's Writing" ونشرت في مجلة «سكروتيني» Scrutiny [الإنجليزية] في بداية الأربعينيات. قال فيها أن أوستن كانت كاتبة محترفة (وليست هاوية). أعقب مقالات هاردينج وليفيس رؤية إصلاحية أخرى بقلم مارفين مادريك بعنوان «جين أوستن: السخرية كدفاع واكتشاف» Jane Austen: Irony as Defense and Discovery. صور ماندريك أوستن أنها منعزلة ودفاعية وناقدة لمجتمعها، ويصف بالتفصيل العلاقة التي رآها بين شعورها تجاه الأدب المعاصر وبين استخدامها للسخرية للمقارنة بين واقع مجتمعها وبين ما يجب أن يكون كما ترى. تلك الآراء الإصلاحية مع رأى الناقد فرانك ريموند ليفيس في مقاله «التقليد العظيم» The Great Tradition عام 1948 الذي قال فيه أن أوستن إحدى أعظم الكتاب في أدب الخيال الإنجليزي (وهو معتقد شاركه فيه إيان وات [الإنجليزية] الذي ساعد على تشكيل مناظرة بحثية عن الرواية بصفتها تصنيف أدبي نوع فني)، كل ذلك رفع سمعة أوستن الأدبية.
الناقد الأدبي هارولد بلوم الذي ظهر في أواخر القرن العشرين تابع أسلوب فرانك ريموند ليفيس في مقارنة أوستن بشكسبير من ناحية القوة في تصوير الحياة الداخلية للشخصيات الرئيسية. بالنسبة لبلوم عبقرية أوستن يمكن مقارنتها ب موراساكي شيكيبو (مؤلف كتاب «حكاية جينجي» قصة غنجي)، وأليكسندر بوب وجون دون وجوناثان سويفت. كان فلاديمير نابوكوف أقل حماسًا في مقارنة أوستن ب نيكولاي جوجول (أحد مؤلفيه المفضلين). بالنسبة لنوبوكوف فاقت مهارة جوجول تقييمه لمهارة أوستن.

## استقبال الأعمال

### الاستقبال المعاصر

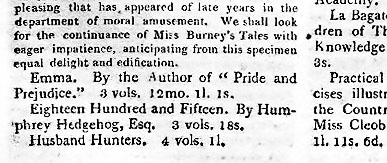
على الرغم من أن محرري مجلة The New Monthly Magazine قد لاحظو رواية "إيما" الصادرة عام 1816 لم يكتبوا تعليقات عنها

منذ نشر أعمال أوستن دون اسمها جلبت تلك الأعمال بعض الشهرة. صارت رواياتها رائجة سريعًا مع صناع الرأي مثل الأميرة تشارلوت أوجوستا (ابنة جورج الرابع)، لكن قلة من الآراء فقط هي ما نشرت. معظم الآراء كانت قصيرة وإيجابية وسطحية وحذرة ترتكز على الدروس الأخلاقية للرواية. أعطى والتر سكوت تعليقًا دون أن يوقع باسمه وهو روائي مشهور في تلك الفترة. استغل تعليقه كمنصة ليدافع عن ذلك التصنيف الروائي الذي لم يحظ بشعبية وقتها، ومدح واقعية أوستن. أما التعليق المهم الآخر عن أعمال أوستن فكان من نصيب ريتشارد واتلي في 1821. أنكر واتلي كتابة ذلك التعليق، الذي جذب مقارنة إيجابية بين أوستن وهوميروس وشكسبير، ومدح الجوردة الدرامية لسرد قصصها. جهز سكوت وواتلي المنصة لجميع النقد اللاحق في القرن التاسع عشر.

### القرن التاسع عشر

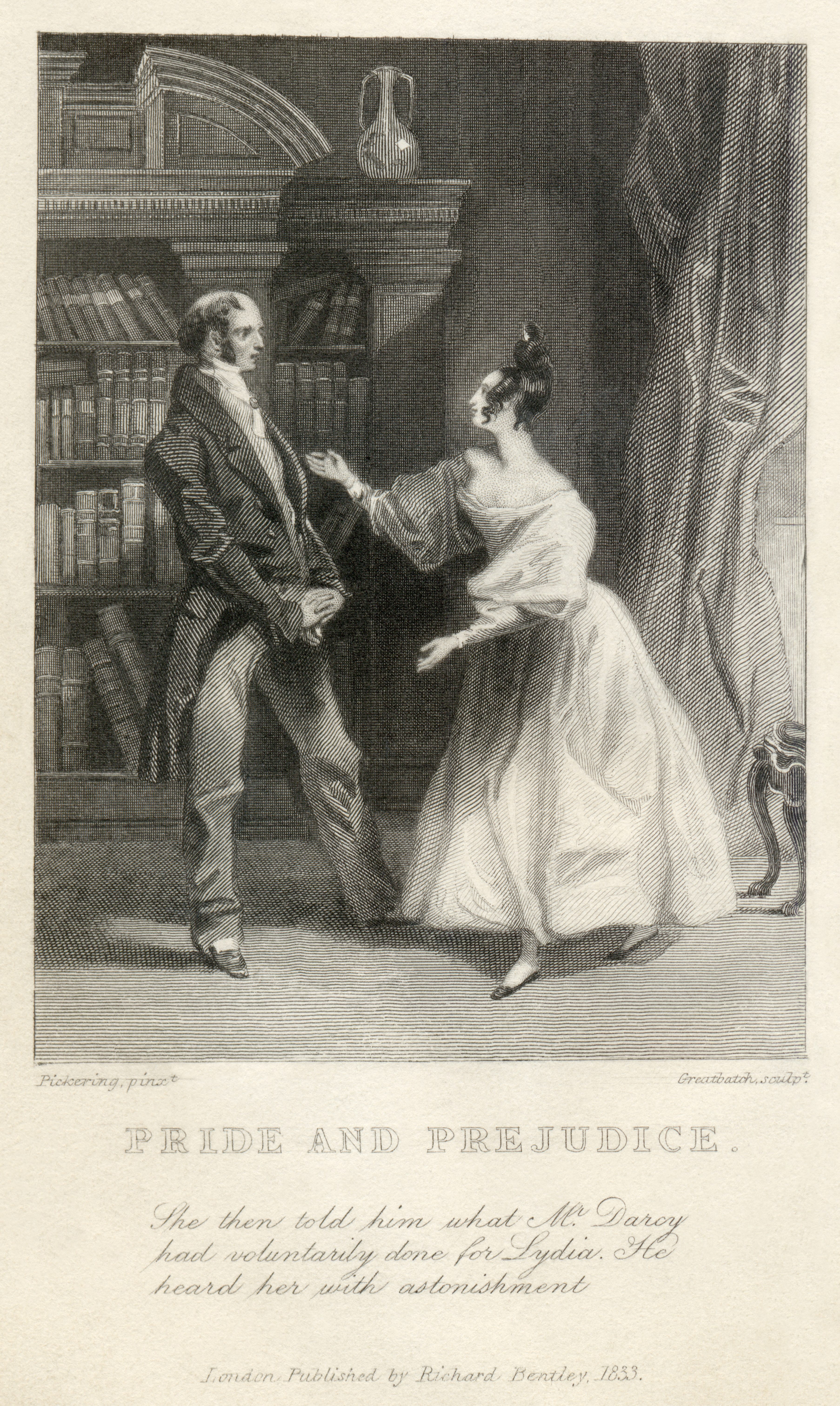
واحدة من أول رسمتين توضيحيتين لرواية "كبرياء وهوى" من طبعة ريتشارد بينتلي. يقول التعليق «ثم أخبرته (أي السيد بينيت) ما فعل السيد دارسي لأجل ليديا. استمع إليها بذهول».

عجزت روايات أوستن عن الالتزام بمبادئ أدب المدرسة الرومنسية رومانسية (فن) والفيكتورية أدب فيكتوري من ناحية العاطفة القوية التي يقدمها عرض رائع للصوت والألوان في أسلوب الكتابة، لذلك فضل معظم نقاد وقراء القرن التاسع عشر كتب تشارلز ديكنز وجورج إليوت. تم إعادة نشر رواياتها في بريطانيا في ثلاثينيات القرن التاسع عشر وبيعت بانتظام إلا أنها لم تكن من الأعلى مبيعًا.
لدى أوستن العديد من المعجبين في القرن التاسع عشر. اعتبروا أنفسهم جزءًا من النخبة الأدبية، ويظهرون تقديرهم لأعمالها كدلالة على الذوق الثقافي. الفيلسوف والناقد الأدبي جورج هنري لويس [الإنجليزية] وضح ذلك الرأي في سلسلة من المقالات الحماسية صدرت في أربعينيات وخمسينيات القرن التاسع عشر. لاحقًا في القرن نفسه وضع الروائي هنري جيمس أوستن في نفس المكانة مع شكسبير وثيرفانتس وهنري فيلدينج (كاتب رواية «توم جونز» تاريخ توم جونز اللقيط) بصفتهم جميعًا من أعظم فناني الحياة.
في عام 1869 قدم جيمس إدوارد أوستن لاي سيرة ذاتية لأوستن بعنوان A Memoir of Jane Austen [الإنجليزية]، تلك السيرة قدمت لجمهور أعرض بصفتها «العمة العزيزة جين»، عمة محترمة لم تتزوج. نشر الكتاب أعاد إحياء روايات جين. صدرت أول طبعة رائجة عام 1881، وتبعها سريعًا طبعات توضيحية وطبعات مجمعة. قال المرلف والناقد ليزلي ستيفن أسمى شعبية أوستن العظيمة خلال ثمانينيات القرن التاسع عشر بـ"Austenolatory". بحلول القرن العشرين اعترض أعضاء «النخبة الأدبية» على تعميم أعمال أوستن، وسموا أنفسهم «أتباع جين» Janeites كي يميزوا أنفسهم عن الحشود الذين لم يفهموا بالكامل أعمالها. بدأ هنري جيمس بانتقاد ما أسماه «الافتتان الخادع» بأوستن، وهو ارتفاع مفاجئ في الاهتمام العام فاق مميزاتها الجوهرية والإمتاع الذي تقدمه. خلال الربع الأخير من القرن صدر أول نقد لأوستن بعد نشر سيرتها الذاتية، وتوالى بعد ذلك النقد لمدة عامين فاق ما نشر خلال النصف الأول من القرن.

### القرن العشرون
مهدت أعمال عديدة الطريق للتركيز الأكاديمي على روايات أوستن. الأول كان مقالًا عام 1911 بقلم الباحث الشكسبيري أندرو سيسيل برادلي [الإنجليزية] من جامعة أوكسفورد. ويعتبر المقال عمومًا حجر الأساس للدراسات الأكاديمية الجادة لجين أوستن. قسم برادلي روايات أوستن إلى قسمين: باكرة ومتأخرة، ومازال الباحثون يستخدمون هذا التقسيم حتى الآن. الثاني كانت طبعة أعمال جين أوسن المجمعة للباحث روبرت ويليام تشابمان عام 1923، وهي أول طبعة بحثية والأولى لأي روائي إنجليزي. صار نص تشابمان قاعدة أساسية لجميع الطبعات اللاحقة الصادرة لأعمال أوستن. 183 في عام 1939 نشرت ماري لاسيلي بحث بعنوان «جين أوستن وفنها» Jane Austen and Her Art، وهي دراسة أكاديمية للكاتبة. تضمن البحث تحليل للكتب التي قرأتها وتأثير قراءتها على كتابتها وتحليل مكثف لأسلوب أوستن وفنها الروائي. ظهر قلق من أن نقد أوستن قد صار أكاديميًا بشدة ومقصورًا على فئة معينة، واستمر هذا القلق.

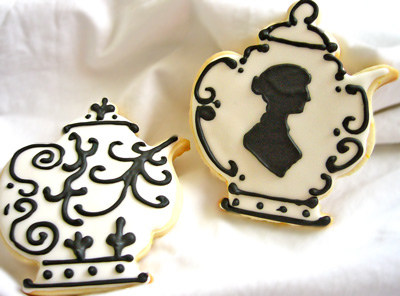
كعك أوستن على شكل أدوات شاي

خلال فترة حركة «الإصلاح» في الأربعينيات سمى الباحثون أوستن بالكاتبة الهادمة. تلك الآراء مع آراء فرانك ريموند ليفيس وإيان وات [الإنجليزية] بأن أوستن كاتبة عظيمة في الأدب الإنجليزي، كل ذلك رفع من شهرة أوستن الأكاديمية. لقد اتفقوا على أن أوستن قد مزجت بين أساليب الذاتية والسخرية ل هنري فيلدينج وأساليب الواقعية والتهكم ل سامويل ريتشاردسون لصنع مؤلف يفوق كليهما. فترة ما بعد الحرب العالمية الثانية ازدادت فيها دراسة أوستن باستخدام أساليب نقدية متنوعة مع مختارات أدبية نشرتها جامعة كامبريدج ودار نشر تشيلسي Chelsea House [الإنجليزية]، ودار نشر برينتايس هول Prentice Hall. مع ذلك اتسعت الفجوة بين التقدير الأكاديمي والشعبي لأعمال أوستن.
أنتجت إحدى الشركات أعمالًا قائمة على روايات أوستن. خلال منتصف القرن التاسع عشر نشر أفراد من عائلة أوستن نهايات لرواياتها غير المكتملة، ولحلول عام 2000 كان هناك ما يزيد على مائة مؤلف مطبوع مبني على روايات أوستن. أول فيلم تم إنتاجه عن رواية لأوستن كان «كبرياء وهوى» عام 1940 من إنتاج شركة مترو جولدن ماير (كبرياء وتحامل (فيلم 1940)) من بطولة لورنس أوليفييه وجرير جارسون. قامت محطة البي بي سي بي بي سي التي بدأت بإنتاج الأعمال الدرامية لأول مرة في السبعينيات، بمحاولة الالتزام بدقة بالحبكات والتشخيص والزمان والمكان لأعمال أوستن. في عام 1995 ظهر عمللان قائمان على روايات أوستن: الأول هو فيلم "العقل والعاطفة" للمخرج أنج لي (وقد حازت بسببه كاتبة السيناريو والنجمة إيما تومبسون جائزة الأوسكار)، وثاني عمل هو مسلسل قصير من إنتاج البي بي سي بعنوان "كبرياء وهوى" بطولة جينيفر إيل وكولين فيرث.

### القرن الحادي والعشرون
في عام 2005 ظهر إنتاج بريطاني لفيلم "كبرياء وهوى" من إخراج جو رايت. الفيلم ينتمي لفترة تاريخية period piece [الإنجليزية] يصف بدقة خمس أخوات وهن يتعاملن مع مسائل الزواج والأخلاقيات وسوء الفهم، ويدور في القرن الثامن عشر (قبل زمن كتابة القصص بقليل). قامت بالبطولة كيرا نايتلي في دور إليزابيث بينيت [الإنجليزية]، وقام ماثيو ماكفايدن بدور محبوبها فيتزويليام دارسي [الإنجليزية]. قام بالإنتاج شركة Working Title Films [الإنجليزية] وشركة StudioCanal [الإنجليزية]. تم إطلاق الفيلم في 16 سبتمبر 2005 في المملكة المتحدة وإيرلندا، وفي 11 نوفمبر في الولايات المتحدة. قامت آن هاثاواي بدور الكاتبة الإنجليزية جين أوستن في فيلم «أصبحت جين» Becoming Jane.أصبحت جين
في تلك السنة كتبت جوليا داي في جريدة «ذا جارديان» الغارديان أن نيك إليوت رئيس شبكة التليفزيون المستقل التلفزيون المستقل أمر بإنتاج أعمال عن روايات "مانسفيلد بارك" [الإنجليزية] و"دير نورثانجر" [الإنجليزية] و"إقناع" [الإنجليزية]. وفقًا لكلام إليوت ستكون تلك الأعمال مهمة للجيل الجديد... فكل عشرة سنوات يجب إعادة إنتاج جميع القصص العظيمة. تلك الأفلام ستكون مناسبة تمامًا لعام 2007... لقد طلبنا من فريق الإنتاج وأجبرناه على جعل الممثلين يافعين. إن قصصها دومًأ تصنع دراما تيليفزيونية رائعة وموسم جين أوستن [الإنجليزية] الخاص بنا سيظهر إبداع التمثيل البريطاني. في يناير 2016 ظهر فيلم عن رواية «السيدة سوزان» تحت اسم "الحب والصداقة" [الإنجليزية] من إخراج ويت ستيلمان [الإنجليزية] وبطولة كايت بيكينسيل وكلوي سيفيجني، وتم عرض الفيلم لأول مرة في مهرجان صاندانس للأفلام مهرجان صاندانس السينمائي (وقد أخذ الفيلم اسمه من رواية أوستن في الصبا "الحب والصداقة" [الإنجليزية]).

## قائمة بأعمالها

لصفحة الرابعة والأخيرة من خطاب من جين أوستن إلى أختها كاساندرابتاريخ 11 يوليو 1799، توقيع "المحبة لكِ، جين"

أوستن ووالداها وأشقاؤها

أشقاؤها وأولادهم وبناتهم

### الروايات
- العقل والعاطفة العقل والعاطفة 1811
- كبرياء وهوى كبرياء وتحامل (رواية) 1813
- مانسفيلد بارك مانسفيلد بارك 1814
- إيما إيما 1815
- دير نورثانجر (نشرت بعد وفاتها) دير نورثانجر 1818
- إقناع (نشرت بعد وفاتها) اقناع (رواية) 1818

### أدب قصير
- السيدة سوزان Lady Susan 1794, 1805

### أعمال غير مكتلمة
- آل واتسون The Watsons [الإنجليزية] 1804
- مدينة سانديتون Sanditon [الإنجليزية] 1817

### أعمال أخرى
- سير تشارلز جرانديسون Sir Charles Grandison
- تخطيط الرواية Plane of a Novel [الإنجليزية]
- أشعار (1796 – 1817)
- تضرعات (1796 – 1817)
- خطابات (1796 – 1817)

### أعمال الصبا - المجلد الأول
- فريديريك وإلفريدا
- جاك وأليس
- إدجار وإليزا
- مغارات السيد هارلي
- سير ويليام ماونتاج
- تذكارات السيد كليفورد
- كاساندرا الجميلة [الإنجليزية]
- أميليا ويبستر
- الزيارة
- اللغز
- الأخوات الثلاث
- وصف جميل
- الكاهن الكريم
- قصيدة رثاء

### أعمال الصبا - المجلد الثاني
- الحب والصداقة [الإنجليزية]
- قلعة ليزلي
- تاريخ إنجلترا [الإنجليزية]
- مجموعة خطابات
- الفيلسوفة
- أول فصل من مسرحية كوميدية
- خطاب من سيدة شابة
- رحلة حول ويلز
- حكاية

### أعمال الصبا - المجلد الثالث
- إيفيلين
- كاثرين[194]

## طبعات نقدية
بدأت تصدر طبعة نقدية معاصرة من ستة مجلدات عن روايات أوستن الرئيسية عام 2010 من جامعة هارفارد كجزء من مطبوعات بيلكناب Belknap التابعة لهم. هناك طبعات كاملة أخرى متوفرة لروايات أوستن لكن معظمها ينقصه الشروح أو التوضيحات الخاصة بالفترة التاريخية. آخر مجلد من السلسلة وهو «مانسفيلد بارك» سيتم نشره في خريف 2016.
- كبرياء وهوى. غلاف صلب: 446 ورقة. الناشر: دار بيلكناب. طبعة أولى (31 أكتوبر 2010) ASIN: B00E6TK8MQ.
- إقناع. غلاف صلب: 360 ورقة. الناشر: دار بيلكناب. طبعة مشروحة (7 نوفمبر 2011) ISBN 0-674-04974-8.
- إيما. غلاف صلب: 360 ورقة. الناشر: دار بيلكناب. طبعة مشروحة (17 سبتمبر 2012) ISBN 0-674-04884-9.
- العقل والعاطفة. غلاف صلب: 448 ورقة. الناشر: دار بلكناب. طبعة مشروحة (1 أكتوبر 2013) ISBN 0-674-72455-0.
- دير نورثانجر. غلاف صلب: 384 ورقة. الناشر: دار بيلكناب. طبعة مشروحة (28 أبريل 2014) ISBN 0-674-72567-0.
- مانسفيلد بارك. غلاف صلب: 490 ورقة. الناشر: دار بيلكناب. طبعة مشروحة (24 أكتوبر 2016) ISBN 0-674-05810-0.

## اقرأ أيضا
- كبرياء وتحامل
- قائمة باسماء الكتاب الإنجليز
- كبرياء وتحامل (فيلم 2005)
- كبرياء وتحامل (فيلم 1940)
- شهرة جاين أوستن

## وصلات خارجية
- جاين أوستن على موقع IMDb (الإنجليزية)
- جاين أوستن على موقع ميتاكريتيك (الإنجليزية)
- جاين أوستن على موقع الموسوعة البريطانية (الإنجليزية)
- جاين أوستن على موقع روتن توميتوز (الإنجليزية)
- جاين أوستن على موقع قاعدة بيانات الأفلام العربية
- جاين أوستن على موقع ألو سيني (الفرنسية)
- جاين أوستن على موقع ميوزك برينز (الإنجليزية)
- جاين أوستن على موقع تيرنر كلاسيك موفيز (الإنجليزية)
- جاين أوستن على موقع أول موفي (الإنجليزية)
- جاين أوستن على موقع قاعدة بيانات برودواي على الإنترنت (الإنجليزية)
- جاين أوستن  على قاعدة بيانات الخيال التأملي على الإنترنت